# Théâtre au Québec
L'histoire du théâtre au Québec commence modestement dès l'époque de la Nouvelle-France. Tout au long des XVIIe et XVIIIe siècles, l'activité théâtrale en français est liée aux interventions répétées de l’Église catholique, qui tente le plus souvent de la restreindre aux collèges administrés par des communautés religieuses. Sous le régime britannique, le théâtre prend un peu de vigueur. Des différences notables se font sentir entre les scènes théâtrales francophones et anglophones. Alors que la première peine à s'établir, la seconde prend rapidement de l'expansion.Vers le milieu du XIXe siècle. Il faudra attendre la fin du XIXe siècle pour qu'un théâtre professionnel distinctement « canadien » voie le jour. À l'époque, le théâtre professionnel est largement dominé par les troupes de tournées en provenance des États-Unis.
La fin du XIXe et le début du XXe siècle voient l'émergence d'une scène théâtrale dynamique à Montréal. Largement influencée par le vaudeville à l'américaine, cette scène théâtrale innove en présentant des spectacles de Broadway, des mélodrames et des revues. Le théâtre québécois est durement frappé par la crise économique des années 1930, mais parvient à subsister notamment grâce à la radio. Les années de l'après-guerre sont témoins de l'émergence d'un théâtre canadien-français résolument moderne, porté entre autres par des auteurs de grand talent comme Gratien Gélinas et Marcel Dubé. Plutôt que de se conformer aveuglément aux injonctions du clergé, Gélinas et Dubé utilisent le théâtre pour dénoncer les conditions des classes populaires et pour exprimer la révolte des opprimés.
Durant la Révolution tranquille des années 1960 et 1970 Michel Tremblay secoue les colonnes du temple en osant utiliser le « joual » comme langue poétique, d'autres se servent du théâtre pour dénoncer des injustices et pour revendiquer des changements sociaux. D'autres, encore, utilisent le théâtre comme un espace d'expérimentation et d'innovation.
Au cours des années 1980 et 1990, le théâtre québécois prend ses distances de la politique pour s'intéresser davantage au domaine de l'intime. En même temps, l'activité théâtrale est secouée par l'institutionnalisation des arts de la scène que sont le théâtre d'improvisation et l'humour.

## Le théâtre en Nouvelle-France

### Le Théâtre de Neptune en la Nouvelle-Francede Marc Lescarbot

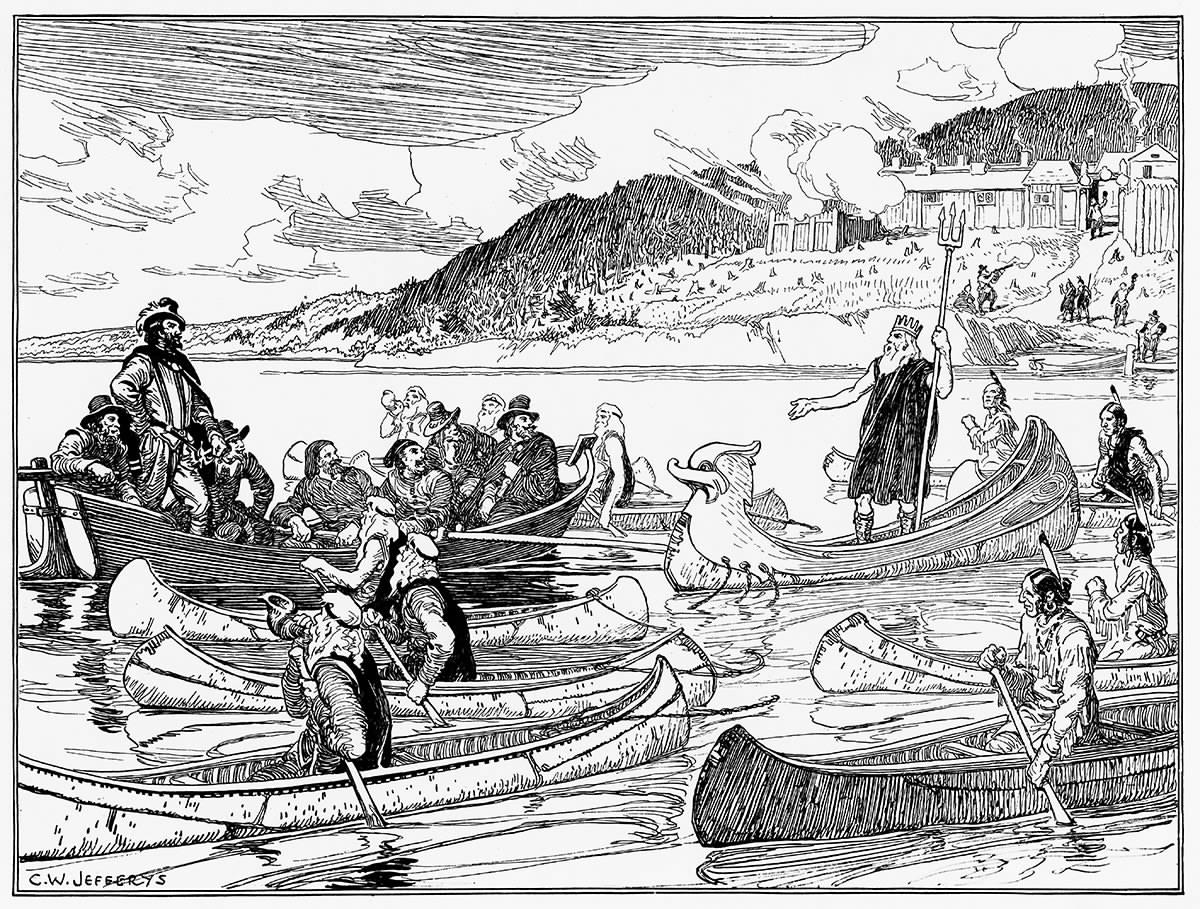
Le Théâtre de Neptune de Marc Lescarbot est la première pièce jouée en Nouvelle-France.

Le 14 novembre 1606 marque le début de l’histoire du théâtre en Nouvelle-France. Ce jour-là, en Acadie, un groupe de colons français présente la pièce Le Théâtre de Neptune en la Nouvelle-France, écrite par l’explorateur et homme de lettres Marc Lescarbot. La pièce, qui s’inscrit dans la tradition des réceptions et des masques, met en scène le dieu Neptune. Accompagné d’une cour de Tritons et d’Autochtones, ce dernier accueille chaleureusement les grands hommes que sont Samuel de Champlain et Jean de Poutrincourt, fondateur de la colonie de Port-Royal, au retour de leur expédition au large des côtes du Massachusetts.
À son retour à Paris, en 1609, Lescarbot publie le texte du Théâtre de Neptune dans le recueil Les Muses de la Nouvelle-France.
Bien que la création du Théâtre de Neptune marque les débuts du théâtre dans la colonie, il faut attendre encore plusieurs années avant qu'il s’y implante de façon durable. Ce n'est qu'en décembre 1646 qu'une autre pièce est produite en Nouvelle-France: il s'agit vraisemblablement du Cid de Pierre Corneille, présentée au magasin de la Compagnie des Cent-Associés de Québec. « Le dernier jour de l'an, écrit le père Jérôme Lalemant dans le Journal des Jésuites, on représenta une action, dans le magasin, du Cid. Nos Pères y assistaient pour la considération de M. le gouverneur, qui y avait de l'affection [...] Le tout se passa bien, et n'y eut rien qui pût mal édifier ».
Se multiplient par la suite les réceptions, actions, pièces de théâtre de collèges et divertissements divers. Si elle réjouit la population coloniale, l'activité théâtrale de la deuxième moitié du XVIIe siècle ne manque pas d'alerter le clergé catholique, qui multiplie bientôt les ordonnances et les mandements moralisateurs.

### L'affaire duTartuffede 1694

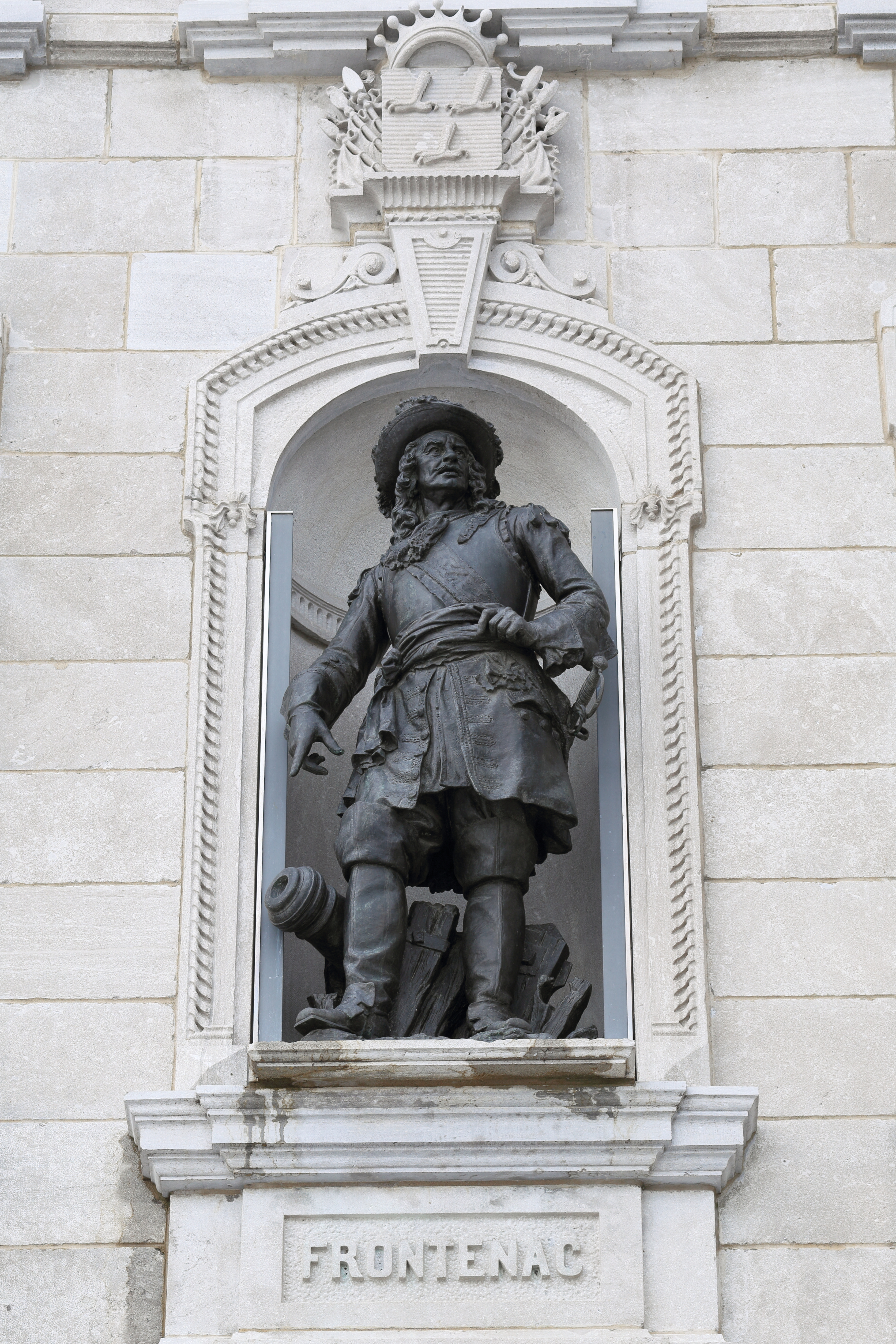
Louis Buade, comte de Frontenac, se trouve mêlé à l'affaire du Tartuffe de 1694.

En 1693, alors que la conjoncture économique est particulièrement favorable grâce à une remarquable reprise de la traite des fourrures, le gouverneur de la Nouvelle-France, Louis Buade de Frontenac, encourage la présentation de pièces de théâtre au château Saint-Louis à Québec pour divertir la société mondaine pendant la période du Carnaval.
Sont d’abord montées, sans causer trop de controverse, Nicomède de Corneille et Mithridate de Jean Racine. Puis, en 1694, le gouverneur jette son dévolu sur le Tartuffe de Molière, une pièce qu’il a entendu lire par l'auteur lui-même chez son beau-frère Habert de Montmort.
Malgré l’enthousiasme de Frontenac, le choix de Tartuffe n’est pas le plus judicieux. La pièce avait en effet été condamnée par le clergé dès ses premières représentations à Paris quelque trente ans plus tôt. L’archevêque de Paris avait alors menacé d’excommunication toute personne reconnue coupable de lire, de réciter ou de présenter la pièce. L’interdiction avait été levée deux ans plus tard, après que Molière eut considérablement revu le texte.
L’évêque de Québec, Jean-Baptiste de Saint-Vallier, avait obtenu des gouverneurs Mézy (1663-1665) et Denonville (1685-1689) l’interdiction de la comédie. Lorsqu’il apprend que le controversé Tartuffe est en voie d’être produit sous les auspices du gouverneur Frontenac, de Saint-Vallier ordonne aux curés de la capitale de se prononcer ouvertement contre le théâtre. Et lorsqu’il apprend que le rôle de Tartuffe doit être joué par un jeune lieutenant connu pour son impiété, il publie deux mandements : le premier condamne le lieutenant en question et le second interdit formellement aux paroissiens de Québec d’assister non seulement à la représentation du Tartuffe, mais également à toute autre production théâtrale. L’évêque aurait finalement obtenu gain de cause. Il aurait effectivement convaincu Frontenac d’annuler la représentation du Tartuffe en échange de 100 pistoles.
Bien que de Saint-Vallier soit rabroué par les autorités françaises, qui le somment de faire preuve de moins de zèle, son mandement scelle néanmoins le sort du théâtre public pour le reste du Régime français.

### Le théâtre de collège

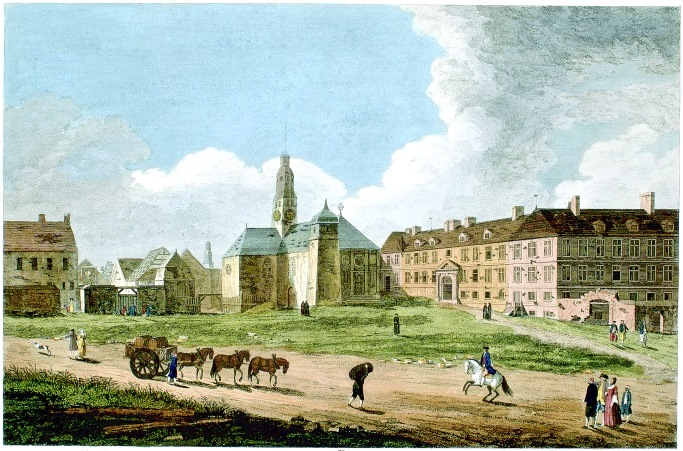
Le collège des Jésuites de Québec vers 1761.

Si les autorités religieuses de la Nouvelle-France réussissent à empêcher toute représentation théâtrale publique dans la colonie, elles permettent néanmoins une certaine activité au sein des collèges.
Issu de la tradition française des Jésuites et soumis à la stricte supervision des clercs, le théâtre de collège est soumis à certaines règles. Il est d’abord limité aux farces et aux comédies moralisatrices, ou bien aux sujets sacrés et pieux. Dans le mesure du possible, il doit ensuite éviter les pièces versifiées ainsi que les pièces mettant en scène des personnages féminins. « Que l’on s’abstienne donc de tout amour profane, même chaste, et de tout personnage de femme, de quelque costume qu’on le revête », écrit ainsi le poète et pédagogue jésuite Joseph de Jouvancy.
La majorité des textes interprétés par les élèves des collèges relèvent de la tradition de la « réception », à savoir des textes écrits et joués spécialement pour souligner un événement officiel. Nombre de ces œuvres sont le fruit du travail des enseignants eux-mêmes. En 1658, alors qu’il étudie au collège des Jésuites de Québec, le poète René-Louis Chartier de Lotbinière se produit ainsi dans La Réception de Monseigneur le Vicomte d’Argenson, une saynète écrite par les pères jésuites.
Les rares représentations théâtrales des collèges s’adressent naturellement à un public restreint composé de dignitaires, de parents et d’élèves. Elles servent à des fonctions bien précises. D’une part, ces événements permettent de récolter des fonds pour financer les activités des collèges. D’autre part, ils donnent aux élèves l’occasion de cultiver leur talent oratoire. Sur le plan pédagogique, en effet, l’enseignement de l’art dramatique a une portée très limitée : loin de viser à faire connaître aux jeunes hommes les grandes œuvres du répertoire français ou à leur inculquer l’amour du théâtre, il a pour but de leur offrir une rare chance de s’exprimer devant un public avec simplicité et naturel. Le théâtre de collège fournit ainsi une première tribune aux futurs clercs.
Malgré les prescriptions excluant leur sexe des arts de la scène, les jeunes filles qui fréquentent l’école des Ursulines s’adonnent aussi au théâtre à l’occasion de distributions de prix ou de la visite de dignitaires importants.

#### Le théâtre de collège sous la loupe des évêques
Bien que le théâtre de collège soit encouragé par les congrégations religieuses, il n’est pas à l’abri de tout. Au XVIIe siècle, les évêques François de Laval et Jean-Baptiste de Saint-Vallier décrient à plusieurs reprises toute forme d’activité théâtrale, religieuse ou profane. Le second, mieux connu pour l’affaire du Tartuffe de 1694, ordonne la cessation de toute forme d’activité théâtrale à au moins cinq reprises. Dans une lettre de 1685, il avance que le théâtre est une pratique « autant ou plus dangereuse que le bal et la danse, et contre laquelle les désordres qui en sont arrivés autrefois ont donné lieu d’invectiver avec beaucoup de véhémence ».
En 1780, près de vingt ans après la fin du régime français, les représentations de collège sont suspendues et les nouveaux théâtres qui voient le jour sous le régime britannique sont formellement interdits aux élèves.

## Le théâtre au début du régime britannique
Après l’interdit imposé depuis la fin du XVIIe siècle, une tradition théâtrale publique se constitue à partir de la fin du XVIIIe siècle. Cette tradition est d’abord portée par les troupes de la garnison, puis par un certain nombre de troupes amateurs et par les premières troupes de tournées américaines. Ces dernières publient des annonces dans la jeune presse de la colonie, improvisent ou construisent des salles de théâtre et établissent, pour la première fois dans l'histoire du Québec, un véritable répertoire théâtral public. Si le théâtre francophone piétine et peine à faire ses frais, le théâtre anglophone, qui s’adresse à un public initié et nanti, se montre dynamique et rentable.

### Le théâtre de garnison
Dans l’armée française, à en croire le Marquis de Montcalm, le théâtre est essentiellement un moyen de distraire les soldats lors des longs mois d’hiver. Dans son journal, il relate que « [l]a mauvaise saison ne permettant pas aux soldats qui sont à Niagara de travailler aux fortifications, [leur commandant] leur a permis de jouer la comédie. On a même composé une petite pièce intitulée Le Vieillard dupé ».
Dès le lendemain de la Conquête, les troupes britanniques s’adonnent à une certaine activité théâtrale. Ainsi, une version versifiée du Dom Juan ou le Festin de Pierre de Molière est jouée à Québec en avril 1765; quelques mois plus tard sont produites Les fêtes villageoises, écrite par « Sieur Lanoux, célèbre poète du Canada ».

Il s’agit d’abord d’entreprises isolées. Une activité théâtrale soutenue ne reprend véritablement qu’en 1774, alors que le capitaine Edward William, commandant de l’artillerie royale, loue la salle du notaire Antoine Foucher (aussi connue sous le nom du Café Dillon) dans le but d’y jouer des pièces de théâtre en français. Bientôt, les garnisons anglaises tiennent des saisons régulières qui peuvent parfois s’étendre à l’année. Le public peut s’abonner à la saison entière ou encore payer le prix d’entrée de chaque représentation. Les recettes sont distribuées aux œuvres de bienfaisance. Entre 1774 et le milieu des années 1780, les troupes de la garnison britannique jouent donc surtout des classiques du théâtre français tels que Le Bourgeois Gentilhomme et Le Médecin malgré lui de Molière. Il est possible que le gouverneur Frederick Haldimand, d’origine suisse, y soit pour quelque chose. 

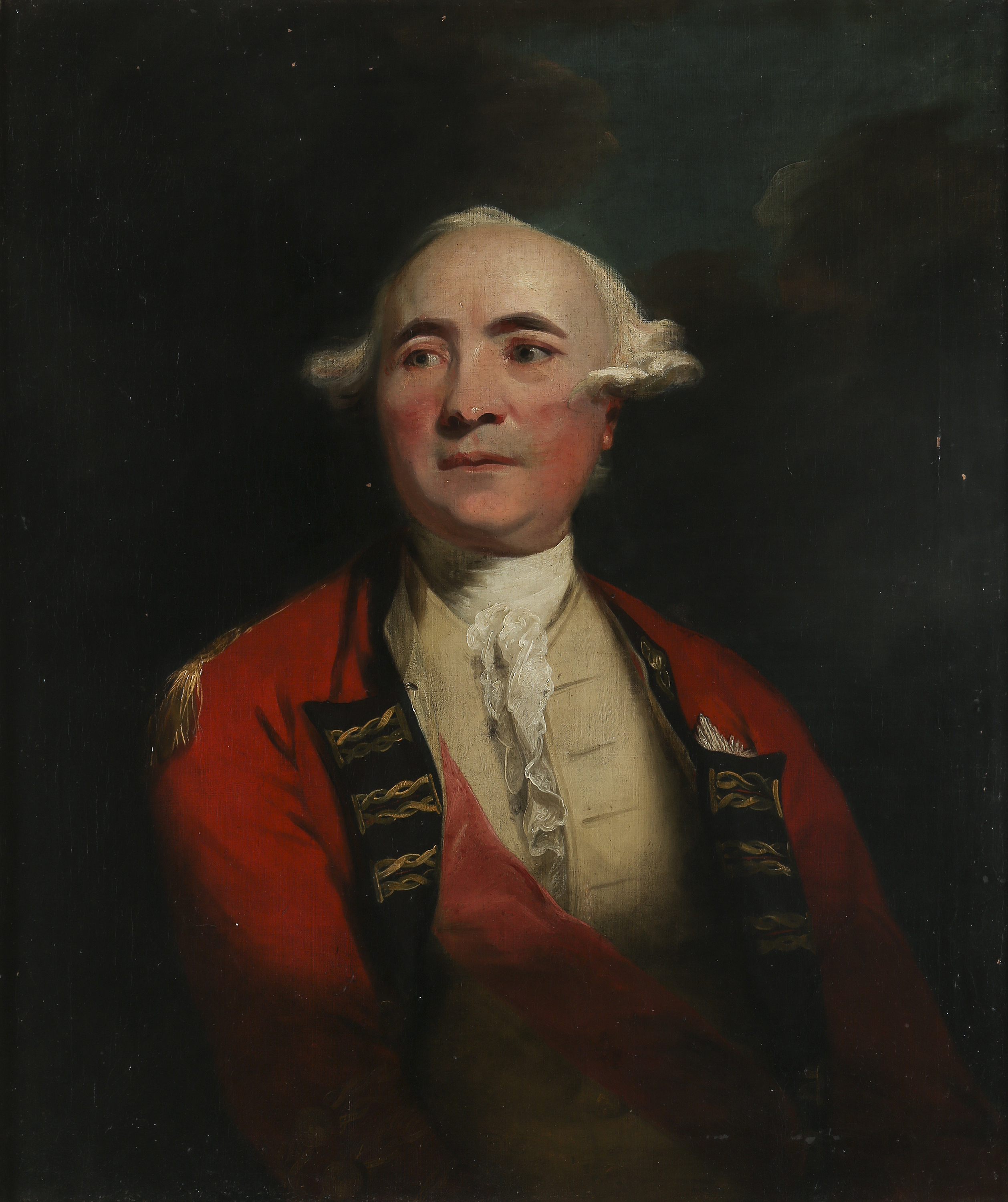
Frederick Haldimand encourage le théâtre en langue française au sein de l'armée britannique.

Chez les Britanniques, l’activité théâtrale sert, du moins en partie, un objectif politique. Selon Maurice Lemire, la production de pièces en français permet aux officiers britanniques francophiles de démontrer leur maîtrise de la langue française. Surtout, le théâtre permet aux autorités coloniales d’engager la population dans un processus graduel d’anglicisation : « L’habitude de fréquenter un théâtre de tradition britannique contribue à l’intégration des francophones à la culture des dirigeants, sans que le clergé catholique, qui n’a aucune prise sur les activités britanniques, n'y puisse rien ».
Ce n’est qu’avec l’avènement d’une scène théâtrale francophone que les militaires commencent à jouer parfois en français et parfois en anglais.

### Le théâtre amateur

#### Le théâtre francophone
Au printemps de 1765, la première troupe de théâtre francophone de l’histoire du Québec annonce ses activités dans la Gazette de Québec. Dans un encart du 11 avril, Pierre Chartier et sa « Troupe Comédienne » invitent le public à assister à la représentation de la comédie moliéresque Le Festin de Pierre. L’événement ne semble pas avoir eu de suite.

##### Les Jeunes Messieurs canadiens

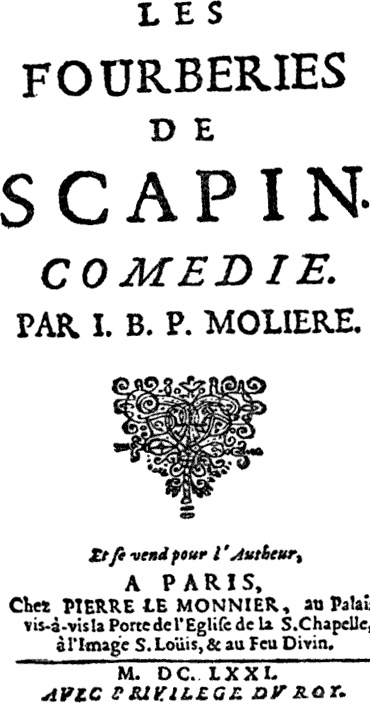
Les Fourberies de Scapin sont jouées par les Jeunes Messieurs canadiens en 1781.

Il faut attendre 1780 pour que voie le jour une première troupe de théâtre d’envergure. Les Jeunes Messieurs canadiens, menés par l'homme d'affaires malouin Joseph Quesnel, sont une troupe composée de jeunes hommes éduqués et de bonne famille tels que Pierre-Amable de Bonne et Joseph-François Perreault. À l'instar de ces derniers, la plupart des acteurs amateurs qui joignent les Jeunes Messieurs sont voués à des carrières comme conseillers législatifs, députés, seigneurs, avocats ou notaires.
En janvier 1780, les Jeunes Messieurs canadiens mettent en scène Grégoire ou L’Incommodité de la grandeur dans les voûtes de l’étude de l’avocat montréalais Benjamin Desrivières Beaubien. Un an plus tard, avec la permission du gouverneur Haldimand, ils produisent Les Fourberies de Scapin de Molière dans le vestibule de l’ancienne église des Jésuites.

##### Le Théâtre de Société
Au mois de novembre 1789, les Jeunes Messieurs canadiens s’unissent au peintre d'origine française Louis Dulongpré pour former un « théâtre de société », à savoir une troupe à peu près professionnelle, qui offre des abonnements limités et qui se produit dans une salle de spectacle et des décors dédiés. « [L]edit sieur Dulompré [sic], spécifie le contrat du 11 novembre 1789, fournira au Théâtre de Société, qui sera érigé dans sa maison, trois décorations complettes [sic], peintes sur toile […] le luminaire tant chandelles que lampions nécessaires pour l’usage dudit théâtre […] ». Dès lors, la troupe, qui offre désormais une formule d’abonnement, se fait connaître à la fois par son véritable nom et par son titre.
À sa première saison, le Théâtre de Société joue Le Retour imprévu de Jean-François Regnard ainsi que Deux Billets de Jean-Pierre Claris de Florian et Les Deux chasseurs et la laitière d'Egidio Romualdo Duni. Le 14 janvier 1790, le Théâtre offre la première représentation de l’opéra-comique Colas et Colinette, une création originale de Joseph Quesnel qui est vraisemblablement la première œuvre lyrique de l’histoire du Canada. Comme le veut la tradition, une part, si ce n'est l'entièreté, des recettes du spectacle sont remises à des œuvres de charité.
Quesnel et ses comparses s’attirent bientôt les foudres de l’Église. Le haut clergé réitère d’abord qu’il condamne toute activité théâtrale publique. Dans une lettre adressée à l’évêque de Montréal, le grand-vicaire de Montréal s’insurge vertement contre les « gens oisifs de la ville [qui] présentent des comédies la nuit, où il y a des hommes et garçons habillés en femmes et filles » et dénonce « les plus considérés et les plus notables de la ville », censés donner l’exemple à la population, mais qui ont été les premiers à souscrire. En plus de dénoncer ouvertement la production et la fréquentation de pièces de théâtre, l'Église mise sur une utilisation adroite du confessionnal et sur le refus de sacrement aux souscripteurs et aux spectateurs de théâtre.

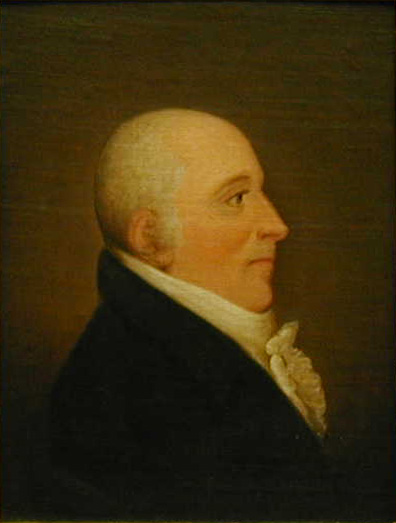
Joseph Quesnel est l'auteur du premier opéra de l'histoire du Canada.

À sa deuxième saison, le Théâtre de Société restreint son auditoire aux personnes appartenant à l'élite. Cette décision n’est pas bienvenue chez les spectateurs moins nantis. Un citoyen outré écrit dans la Gazette de Montréal que « si tel est le projet de n’acter que pour des gentilhommes, les roturiers sensés ne doivent pas leur servir de baladins tant que leurs égaux ne seront pas admis ». N'en déplaise aux simples Canadiens, le caractère élitiste du Théâtre de Société se confirme après la promulgation de l’Acte constitutionnel de 1791. Grâce au soutien du gouvernement et aux « soins généreux de S.A.R. le Prince Édouard », la troupe inaugure une nouvelle salle de théâtre en 1792. Elle y joue d’abord deux pièces de Molière en français avant de reprendre Le Médecin malgré lui en traduction anglaise. L’historienne Natalie Rewa suggère que le fait d’encourager le théâtre canadien permet aux administrateurs britanniques de diminuer l’influence de l’Église catholique sur la majorité francophone. Maurice Lemire ajoute quant à lui que l’implantation des codes théâtraux anglais participe au processus d’importation de la culture britannique dans la colonie, ce qui ne manque pas d’agacer un clergé catholique qui se perçoit toujours comme la boussole morale des Canadiens.
À en juger par les journaux de l’époque, le Théâtre de Société ne semble pas avoir été très actif après 1792. En novembre 1795, le Théâtre présente Le Barbier de Séville de Beaumarchais et Le Retour imprévu de Regnard. Il joue quelques autres pièces et opéras-comiques en novembre 1796 et en janvier 1797. À ce moment-là, il compte environ 120 abonnés. La Gazette de Québec fait à nouveau mention du Théâtre de Société en 1804 et en 1805. Possiblement par manque de fonds, la troupe ne continue ses activités que de façon intermittente jusqu’en 1817.

#### Le théâtre anglophone
Alors que le théâtre amateur francophone fait face à des problèmes financiers et s’expose aux foudres de l’Église, le théâtre anglophone obtient un succès beaucoup plus marqué. Le Subscription Theatre, le Quebec Threatre et le Juvenile Theatre, par exemple, bénéficient non seulement du soutien de l’administration coloniale, mais également de celui des marchands anglophones férus de théâtre. Ces compagnies de théâtre amateur bénéficient qui plus est du passage des troupes étrangères en tournées, puisqu’elles utilisent les mêmes salles de spectacle que ces dernières. À l’occasion, les troupes locales et les troupes de tournées s’échangent même des comédiens et — chose impossible du côté francophone — des comédiennes.
Selon les historiens Maurice Lemire et John Hare, le théâtre anglophone de la fin du XVIIIe et du début du XIXe siècle bénéficie également de leurs réseaux associatifs denses et bien organisés. Les réseaux de la franc-maçonnerie, en particulier, sont connus pour leur apport aux loisirs urbains. Au Canada comme ailleurs en Amérique du Nord et en Europe, les francs-maçons organisent et financent des représentations théâtrales, mais aussi des bals, des concerts et des rencontres de sociétés littéraires.

### Le théâtre professionnel
Le théâtre professionnel est d’abord le fait de troupes étrangères. À l’exception du marionnettiste marseillais Jean-Sébastien Natte, qui aurait ouvert un théâtre de marionnettes à Québec vers la fin du XVIIIe siècle, aucun artiste francophone ne vient dans la colonie avant 1815. Les troupes qui visitent le Bas-Canada à la fin du XVIIIe et au début du XIXe siècle sont toutes d’origine britannique ou américaine. Dès 1776, une troupe anglaise vient ainsi jouer la comédie à succès d'Oliver Goldsmith, She Stoops to Conquer, dans une salle de la rue Saint-Sulpice à Montréal.
À mesure que la jeune République américaine prend forme, les villes de Philadelphie, New York, Charleston et Boston deviennent des centres importants d’activité artistique et théâtrale. De ces villes émergent des troupes qui entreprennent des tournées qui les mènent souvent jusqu’à Albany, dans l’État de New York, et parfois même à Halifax, Montréal et Québec. Ces troupes itinérantes s’installent généralement à Montréal pour l’été puis à Québec à l’automne. Certains acteurs restent ensuite pendant l’hiver pour prêter main-forte aux troupes amateurs. Dans de rares cas, des artistes américains s’établissent au Canada pour plusieurs saisons. C’est notamment le cas de la Company of Comedians du Britannique Edward Allen. Formé au Théâtre Royal d’Édimbourg, Allen s’était engagé comme soldat auprès de l’Empire britannique pendant la guerre d’Indépendance américaine. À Philadelphie, il avait joint la American Company. Puis, en 1778, il s'était établi à Montréal, où il avait noté un grand intérêt pour le théâtre amateur. En 1785, de retour à Philadelphie, il avait formé une nouvelle compagnie d’acteurs professionnels avec qui il avait l'intention de partir en tournée. La petite compagnie est composée d'Allen et de son épouse, de John Bentley et de son épouse, de William Moore et de son épouse Agnes McKay, de Simon Clarke, et des jeunes Andrew Allen, Étienne (Stephen) Bellair et Guillaume (William) Moreau-Mechtler.
À Montréal, la Company of Comedians d'Edward Allen s’installe d’abord dans un cabaret aménagé chez Simon Levy, aux abords de la Place Royale. Le 16 mars 1786, la troupe présente le classique She Stoops to Conquer. Allen loue par la suite l’hôtel de Basile Proulx, situé en face de la chapelle des Récollets de la rue Notre-Dame. Sa troupe y présente une longue série de pièces, souvent au rythme d’une farce et d’une comédie ou d’un drame par semaine.
En plus d’offrir un divertissement de qualité, Edward Allen et ses collègues profitent de leur présence au Canada pour ouvrir des écoles de jeu (Bentley), de danse et d'escrime (Bellair), de musique (Moreau-Mechtler) et d’art oratoire (Allen) à l’intention des artistes amateurs. Selon Maurice Lemire, la troupe américaine introduit ainsi au Québec « un théâtre rentable qui, par sa qualité, stimule l’initiative locale, francophone et anglophone ».

#### Le cirque de John «Billy» Ricketts
John Bill Ricketts, propriétaire d’un cirque populaire à Londres depuis les années 1760, s'établit à Philadelphie en 1792. Il y fonde une école d’équitation puis met sur pied des troupes de cirque qui présentent des exercices équestres, des pantomimes et des numéros de danse. À l’aube du XIXe siècle, il mène une série de tournées le long de la côte Atlantique. Ces tournées le conduisent le plus souvent jusqu’à Albany; en 1797, il continue le chemin jusqu’à Montréal. Entre le 28 août 1797 et le 9 mai 1798, Ricketts et sa troupe s’installent à Montréal. Ils logent dans une somptueuse salle de spectacles agrémentée d'une salle d’attente, d'une salle à manger, de loges, de draperies, de lucarnes, et de toutes sortes d'artifices alors inédits au Canada.
Habilement annoncé dans la Gazette de Montréal, le spectacle de la troupe de Ricketts ravit le public canadien. L’acteur John Durang, qui y participe, décrit ainsi l'émerveillement des spectateurs: « The Canadian inhabitants thought our horses were supernatural, that it was impossible horses could dance and keep time to music, that the man dancing a hornpipe on the saddle while the horse was in full speed; Mr Ricketts was very great in that. We where (sic) the first equestrians that ever was (sic) in Canada, therefore the Canadians were ignorant of the science and thought the whole a conjuration. » En plus d’offrir une nouvelle forme de divertissement à un public avide d’émotions fortes, les tournées de cirque comme celle de Ricketts sont remarquablement profitables. Elles continuent de se multiplier au XIXe siècle et transforment ainsi le monde du spectacle en Amérique du Nord.

### Les salles de théâtre et le public bas-canadien
Les numéros des 29 novembre et 24 décembre 1764 de La Gazette de Québec annoncent la tenue de danses à la «Salle de concert»; il s’agit vraisemblablement de la première salle de spectacle dédiée de l’histoire du Québec. Par la suite, entre 1764 et 1805, une trentaine de salles de spectacle ouvrent leurs portes à Québec et à Montréal, dont 23 atteignent une certaine importance. Treize de ces salles sont situées à Québec et dix à Montréal; 11 sont francophones, 10 sont anglophones et deux sont bilingues.
Quelques salles sont construites spécifiquement pour les besoins des troupes de théâtre amateur ou professionnel. C’est le cas du Thespian Theatre (1783-1786) et du Brobdingnag Theatre (1804), qui présentent exclusivement du contenu anglais, ainsi que du théâtre de la porte Saint-Louis (1792-1793) et du Patagon, ou Patagonian (1804-1805), qui présentent du contenu dans les deux langues.
À ces espaces s’ajoutent un certain nombre de salles de fortune, où se produisent surtout des troupes d’amateurs francophones, ainsi que des salles improvisées dans des maisons et dans des lieux publics comme la Merchant’s Coffee House, la Taverne de Frank et l’Hôtel de Ferguson à Québec, ou encore le grand salon de M. Cushing, l’assembly room de Mr Frank et l’Hôtel ou Café Dillon à Montréal. Comme elles sont souvent très simples, les scènes de l’époque ne comportent généralement qu’un seul décor, formé d’une simple toile peinte par l'un des membres de la troupe ou par un artiste professionnel. Pour tout éclairage, elles utilisent des lustres, des chandelles ou des lampions. Il faudra encore quelques décennies avant que l’éclairage au gaz, apparu sur les scènes londoniennes vers 1815, se propage au Bas-Canada.
Les salles où se produisent les troupes de théâtre de la fin du XVIIIe et du début du XIXe siècle contiennent généralement entre 160 et 600 sièges. Elles sont typiquement divisées en sections. Les souscripteurs, dont les abonnements payés d’avance permettent aux troupes d’acheter accessoires et costumes, se trouvent près de la scène. Sans surprise, ce groupe inclut des hauts fonctionnaires, des marchands et des officiers anglophones, ainsi que des seigneurs et de riches professionnels francophones. Le public non-souscripteur, composé de personnes ordinaires, est quant à lui placé vers l’arrière de la salle, souvent derrière une barrière. La division physique des salles reflète ainsi les divisions sociales. À noter que les femmes sont généralement tolérées dans les salles de spectacles, du moins tant qu’elles sont accompagnées par des hommes respectables.

### Le répertoire bas-canadien
La scène théâtrale francophone de la première moitié du XIXe siècle est largement dominée par les farces et les comédies de Molière; en fait, le tiers des pièces jouées en français au Canada entre 1765 et 1825 appartiendrait au répertoire moliéresque. Le Médecin malgré lui, Les Fourberies de Scapin, L’avare et Le mariage forcé sont les pièces les plus souvent produites; Le Misanthrope et Tartuffe sont généralement évitées en raison de leur caractère jugé subversif. Trois des pièces de Molière, au moins, sont aussi jouées en anglais: Les Fourberies de Scapin, L’avare et Le Médecin malgré lui.
Les troupes francophones jouent aussi des pièces de Regnard, Beaumarchais, et Destouches.
La scène théâtrale anglophone reprend quant à elle les pièces les plus populaires en Grande-Bretagne et aux États-Unis. Sont ainsi joués des textes de Jonathan Swift (sous son pseudonyme Isaac Bickerstaffe), George Colman père, Samuel Foote, David Garrick, Oliver Goldsmith et Richard Sheridan.
Les journaux de l’époque montrent qu’à l’occasion, les troupes anglophones choisissent des pièces liées à l’actualité politique. Ainsi, The Siege of Quebec; or the Death of General Wolfe, d’abord montée à Southwark en 1770, est jouée à Québec en 1786; Liberty Asserted, or Canada Restored, de Dennis Ryan, est montée en 1790.
Pour leur part, les Canadiens ne semblent pas désireux de s’aventurer dans le genre politique avant les Rébellions de 1837-1838. L’exception à la règle est la pièce La bataille de Waterloo, ou l’entrée triomphante de l’armée angloise dans Paris, qui est produite à Québec peu après la défaite de Napoléon devant les armées alliées. La pièce, vraisemblablement jouée par des acteurs bilingues, reçoit probablement le patronage des autorités gouvernementales.

## Le théâtre du Bas-Canada à la veille des rébellions des patriotes
Dans le rapport qu’il publie en 1839, lord Durham porte un regard plutôt pessimiste sur l’activité théâtrale francophone du Bas-Canada: « Bien qu’issue du peuple qui goûte généralement le plus l’art dramatique et qui l’a cultivé avec le plus de succès, et quoiqu’elle habite un continent où presque chaque ville, grande ou petite, possède un théâtre anglais, la population française du Bas-Canada, isolée de tout peuple qui parle sa langue, ne peut subventionner un théâtre national. » Il est vrai que les Canadiens ne possèdent pas les capitaux nécessaires pour soutenir un théâtre commercial. Des acteurs amateurs s’aventurent bien à fonder des troupes, mais leurs entreprises sont largement dépassées par les compagnies théâtrales de langue anglaise et par les troupes itinérantes britanniques et américaines qui multiplient les tournées et qui rivalisent d’ingéniosité pour séduire le public canadien.
Malgré les difficultés matérielles auxquelles ils font face, toutefois, et malgré la concurrence du théâtre anglophone, les Canadiens n’abandonnent pas le rêve de se doter d’un théâtre national.

### Le théâtre anglophone

#### Les tournées de troupes étrangères
Avant 1825, l’itinéraire des troupes de tournées américaines incluait les grandes villes de Philadelphie, New York et Boston puis, dans l’axe nord-est, celles de Halifax, Montréal et Québec. Ce circuit est considérablement affecté par la construction du canal Érié, complété en 1825. Dès lors, les troupes de tournée en provenance de New York se rendent d’abord vers York et Kingston, à l’ouest du lac Ontario, avant de longer les rives du Saint-Laurent jusqu’à Montréal. La ville de Québec, trop éloignée des réseaux de communications de l’État de New York, est souvent laissée de côté par les troupes les plus importantes. Les marchands anglophones, promoteurs par excellence de l’activité théâtrale, élisent généralement domicile à Montréal. Dès lors, c’est la métropole qui devient le principal lieu de théâtre au Bas-Canada.
Parmi les troupes étrangères, celles de cirque sont toujours les plus populaires au début du XIXe siècle. Une vingtaine d’années après le succès retentissant de la troupe John Bill Ricketts, c’est au tour des Américains James West and George Blanchard de s’installer à Montréal. Dans l’ancien cirque de Ricketts, à l’angle des rues McGill et Saint-Jacques, ils présentent dès 1823 des spectacles combinant performance équestre et théâtre.
Bientôt, toutes sortes d’autres spectacles de «curiosité» ravissent l’auditoire canadien. Les troupes d’acrobates, de magiciens, de mangeurs de feu, d’animaux comédiens, etc., empruntent le même circuit que les acteurs et troupes de théâtre en tournée, et se produisent dans les mêmes lieux. Ce genre de troupe a par ailleurs l’avantage de pouvoir plaire au public francophone tout autant qu’au public anglophone.

#### La scène théâtrale locale et la création du Théâtre Royal (1825)
L’activité théâtrale locale de la première moitié du XIXe siècle est largement dominée par le théâtre anglophone, qu’il soit civil ou militaire. Jusqu’à 1825, toutefois, cette activité est relativement limitée par l’absence d’un théâtre permanent. Des souscriptions pour l’édification d’une vraie salle de théâtre paraissent à l’occasion dans les journaux anglophones. Entre 1816 et 1825 seulement, quatre mises en chantier sont prévues à Montréal et au moins trois à Québec. À partir de 1823, les journaux publient régulièrement de longs articles sur la nécessité d’établir un théâtre digne de ce nom à Montréal.
Ces efforts répétés mènent à l’érection d’un théâtre permanent : le Théâtre Royal, aussi appelé Théâtre Molson en l’honneur de son principal actionnaire, le brasseur John Molson, qui investit non moins de 30 000$ dans l’entreprise. Cette institution marque le début d’une nouvelle ère non seulement pour le théâtre, mais aussi pour la culture anglophone de Montréal. Premier véritable théâtre de Montréal (mais 6e salle de spectacle au total), le Théâtre Royal est construit à l’intersection des rues Saint-Paul et Victor. Pouvant accueillir jusqu’à 1 000 spectateurs et comportant, en plus d’un grand parterre, deux étages de loges, il se compare favorablement aux théâtres américains de l’époque.
La fonction première du Théâtre Royal est de pourvoir un espace approprié à la présentation de pièces de théâtre de langue anglaise pour le public anglophone de Montréal. Mais le théâtre a également une portée politique. Dès septembre 1823, le Canadian Magazine and Literary Repository suggère qu’un tel établissement pourrait faciliter l’assimilation culturelle et linguistique de la majorité francophone: « Si les Canadiens étaient attirés par hasard vers nos théâtres, soit à cause de l’intérêt qu’ils portent aux décors ou à la musique, même si leur connaissance de l’anglais demeure rudimentaire, ils seraient ainsi incités à se perfectionner davantage dans notre langue. » À sa première saison, la compagnie de 50 acteurs, techniciens et musiciens affiliés au Théâtre Royal produit 111 pièces, pour la plupart tirées du répertoire shakespearien. Malgré l’enthousiasme du public montréalais, le théâtre fait face à de sérieuses difficultés financières. Une mauvaise gestion, ainsi qu’une tournée avortée et une épidémie de choléra semblent en cause. Heureusement, en plus d’offrir un nouvel espace de création aux troupes locales, l’ouverture du Théâtre Royal encourage la venue d’acteurs et de troupes prestigieuses à Montréal. Ainsi, à l’été 1826, un an seulement après l’inauguration du nouveau théâtre, le tragédien anglais Edmund Kean accepte l’invitation du public montréalais de venir se produire dans la métropole canadienne. Le 31 juillet, Kean interprète le Richard III de Shakespeare devant un théâtre plein à craquer et une foule en liesse. Au cours des mois qui suivent, il récidive en jouant Macbeth, Hamlet, Henry VIII et Roméo et Juliette.
Si les passages répétés de Kean et d’autres artistes de renom ne suffisent pas à assurer le succès financier ou la pérennité du Théâtre Royal, ils élèvent néanmoins les standards du théâtre local et stimulent la création de plusieurs nouvelles troupes de théâtre amateur et professionnel.

Entre 1829 et 1833, la gestion du Théâtre Royal est confiée à Vincent De Camp, un acteur médiocre, mais un gestionnaire des plus efficaces. Grâce à ses nombreux contacts, il parvient à attirer certains des acteurs les plus célèbres des scènes britannique et américaine à Montréal pendant la saison estivale.

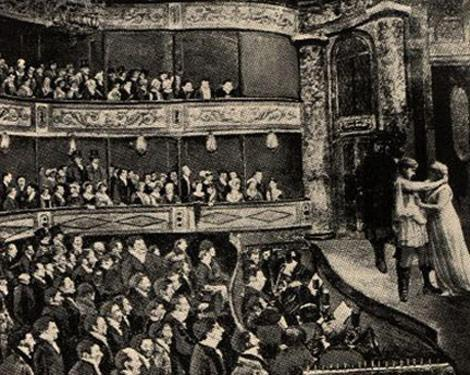
Le Théâtre Royal de Montréal, 1825.

### Le théâtre francophone

#### Les troupes françaises itinérantes
C’est en 1815 qu’une première troupe de théâtre française visite le Bas-Canada. Vraisemblablement formée d’acteurs européens émigrés aux États-Unis, la Société des jeunes artistes s’établit à Québec entre mai et juillet 1815, puis à Montréal entre août et octobre. Elle présente au public canadien un répertoire divers, incluant des ballets, des pantomimes, des drames et des récitations publiques. Son répertoire théâtral se veut le reflet du théâtre en vogue en France à la même époque : il inclut beaucoup de Molière, mais également des pièces de Sedaine, Montigny et Carmontel.
Ce renouveau du théâtre en français favorise l’ouverture de premiers bâtiments modernes voués aux arts de la scène. Si le Théâtre Royal de Montréal est essentiellement (mais pas exclusivement) voué à la promotion du théâtre en anglais, le Royal Circus de Québec, rapidement renommé « Cirque Royal », se consacre plutôt au théâtre dans les deux langues.
Il faut attendre 1827 pour qu’une deuxième troupe française visite le Canada. Entre les mois de février et de mai, la troupe de Scévola Victor joue des vaudevilles et des comédies légères sur les scènes principales de Montréal et de Québec. Les représentations n’obtenant pas le succès escompté — et ce malgré un prix d’entrée similaire à celui des du cirque — Victor s’enfuit bientôt avec la caisse de la compagnie. Certains de ses collègues décident de rester au pays. Ils se produisent à quelques reprises sur les scènes professionnelles, puis intègrent les cercles du théâtre amateur pendant quelques saisons.
Au cours de la décennie 1830, alors que la France est secouée par une vague d’agitation politique, plusieurs artistes et intellectuels européens décident de s’établir en Amérique. C’est le cas de l’acteur Firmin Prud’homme, qui séjourne au Canada entre 1831 et 1839. En plus d’y jouer les plus grands textes de Shakespeare en français, Prud’homme donne des cours de déclamation et de lecture, et introduit certaines pratiques jusque-là inconnues du théâtre canadien. Il permet ainsi aux adeptes montréalais de découvrir un style de théâtre moderne à des lieues des modèles traditionnels des siècles précédents.

#### Les troupes de théâtre amateur et la conscience nationale au théâtre
Quelques troupes de théâtre amateur francophones voient le jour dans la première moitié du XIXe siècle. Les Jeunes Messieurs canadiens, aussi connus sous le nom de Théâtre de Société, sont déjà en activité depuis le siècle précédent. Ils sont bientôt joints par les Amateurs du théâtre français, formés immédiatement après le passage de la Société des jeunes artistes au milieu de la décennie 1810.
La tradition du théâtre à domicile se poursuit également chez les élites. Louis Panet organise par exemple une soirée de théâtre chez lui, à la Petite-Rivière, le 28 janvier 1837. Le divertissement, fort attendu du public, remporte un vif succès. Une centaine de personnes y assistent; les journaux décrivent le lendemain Panet comme le sauveur de la vie culturelle de la province.

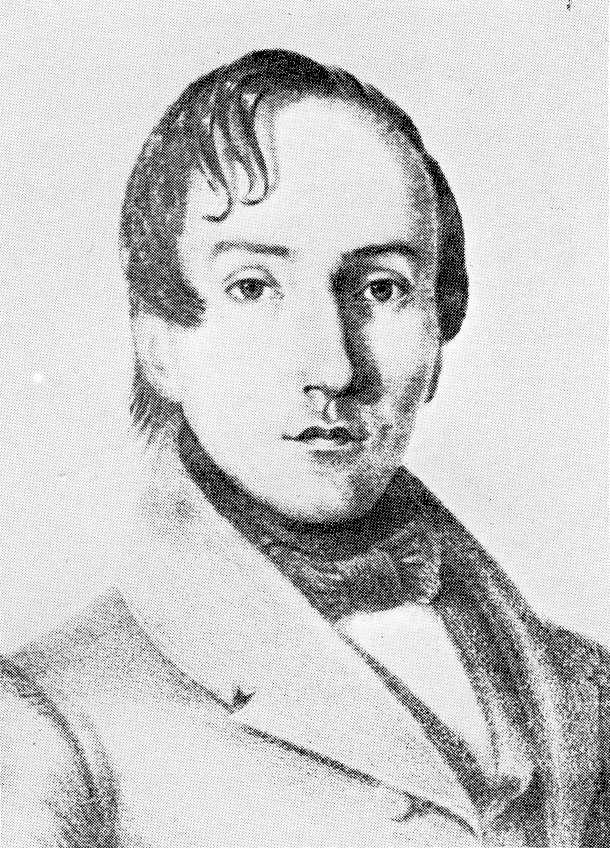
Napoléon Aubin préside à la création des Amateurs typographes.

Dans le contexte bouillonnant des Rébellions des patriotes, une forme de théâtre plus subversive voit le jour. Déjà en 1834, l'homme politique d'allégeance patriote Elzéar Bédard avait fait publier sa pièce Le Statu quo en déroute à Plattsburgh, aux États-Unis. À la même époque sont jouées des pièces comme Napoléon à Sainte-Hélène, de Firmin Prud'homme, ainsi que L'Avare, Georges Dandin et Le malade imaginaire de Molière. Si ces pièces ne relèvent pas de l'histoire du Canada, Jonathan Weiss note toutefois que les sentiments républicains émis par Prud'homme et la critique de la bourgeoisie articulée par Molière répondent bien aux prédilections du public bas-canadien.
En 1839, les typographes du Fantasque, le journal satirique de Napoléon Aubin, s'unissent pour créer la troupe des Amateurs typographes. Voyant leurs rangs augmentés par des citoyens engagés dans la vie politique, les Amateurs typographes présentent des pièces jugées subversives tant par le clergé que par les autorités civiles de l'époque. Le 23 octobre 1839, au Cirque Royal de Québec, ils jouent La mort de César de Voltaire et Le tambour nocturne de Destouches. Ils interprètent aussi Le soldat français, de Leblanc de Marconnay, et Le chant des ouvriers, une création d'Aubin lui-même. Cette dernière est accueillie par un tel tonnerre d'applaudissements que la police craint un nouveau soulèvement. À la suite de la soirée, la magistrature du Bas-Canada interdit aux fonctionnaires d'assister aux représentations théâtrales en français, soi-disant sous prétexte que le « God Save the Queen » n'a pas été joué avant la représentation. Aubin nie formellement la chose dans l'édition du 13 novembre du Fantasque, mais c'est trop tard. L'interdiction frappe les Amateurs typographes de plein fouet. Ces derniers se voient même contraints de lancer un appel à leurs souscripteurs pour tenter de faire construire, sans succès, une salle de théâtre à leur usage exclusif.

#### L'essor du théâtre de collège
En 1780, l'évêque de Québec, Jean-Olivier Briand, avait interdit aux collèges de produire du théâtre et aux élèves de fréquenter le théâtre. Les exercices théâtraux de fin d'année avaient alors été remplacés par la récitation de fables, de dialogues et de plaidoyers. Les choses commencent à changer à partir de 1827, peu après la mort de l'archevêque Joseph-Octave Plessis. Le prêtre Jean Holmes, d'origine américaine, instaure au séminaire de Québec la tradition de représentations théâtrales annuelles. La pratique est si populaire qu'elle est éventuellement adoptée par tous les collèges catholiques du Québec. Les années 1830 à 1839 voient ainsi l'essor du théâtre de collège, un genre qui engendre peu de polémiques et peut subsister sans grands investissements.
Les pièces produites dans les collèges doivent nécessairement respecter la tradition et la morale; c'est pourquoi les collèges privilégient généralement la tragédie sacrée ou encore les comédies et fables écrites par les enseignants. Quelques pièces contemporaines telles que Les deux Foscari de Lord Byron (1821) et High Life Below Stairs de David Garrick (1759) sont toutefois mises au programme entre les années 1837 et 1840. Ces pièces sont toujours choisies parce qu'elles prônent des valeurs d’obéissance et punissent la révolte.
Le public cible du théâtre de collège demeure restreint. Il est essentiellement composé de dignitaires et de parents d’élèves. Le théâtre de collège a donc peu d'incidence sur la culture théâtrale de la population bas-canadienne.

### Les femmes au théâtre
Les femmes deviennent de plus en plus présentes sur la scène théâtrale anglophone au cours du XIXe siècle. D'abord peu nombreuses, elles montent à la fois sur les planches des troupes civiles et militaires.
Du côté francophone, les femmes commencent timidement à dépasser leur statut de personnes «invitées». Un nouveau type de participation féminine à la vie théâtrale résulte notamment de l’intensification de l’activité philanthropique. Bien que les femmes francophones qui organisent des performances théâtrales en soutien aux causes de bienfaisance s’attirent toujours la suspicion de certains membres du clergé, leur présence aux représentations théâtrales est de mieux en mieux perçue par leur société.
Si elles sont plus souvent admises dans les théâtres à titre de spectatrices, les femmes francophones n’ont toujours pas l’occasion de se produire sur scène. Les quelques actrices qui jouent en français dans la première moitié du XIXe siècle sont de langue maternelle anglaise. La première est possiblement Esther Young, née près d’Albany, mais dont les parents avaient suivi les loyalistes à Montréal, qui visite la métropole à quelques reprises avant de joindre les rangs d’une troupe amateure locale entre le 9 février et le 23 septembre 1816. Jusqu’à la fin de la période, toutefois, les apparitions féminines dans le théâtre de langue française sont très rares. La coutume est toujours d’éviter les rôles féminins ou bien de les faire jouer par des garçons.

## La création d'un théâtre national canadien-français, 1840-1869
Les décennies 1840 à 1860 sont témoins d'un regain d’activité du théâtre francophone. L'apparition de moyens de communication efficaces et de nouveaux réseaux d’échanges permet à la population canadienne de répéter les contacts avec les cultures américaine et européenne. La ville de Québec, longtemps négligée, redevient une extension intéressante des circuits américains de tournée. Les chemins de fer et les liaisons transatlantiques permettent de plus d'élargir et de diversifier le répertoire des pratiques théâtrales en intégrant une certaine concurrence. Vers le milieu du XIXe siècle, les circuits de tournée sont si bien huilés que les Canadiens peuvent assister à une grande variété de manifestations artistiques : musique, danse, chant, opéra. Si la plupart des spectacles présentés devant le public canadien relèvent de l’illusion, de l’adresse, des arts du cirque ou même de la nécromancie, bien d'autres s'inscrivent dans la tradition théâtrale.
C'est sur ce fond de grande activité que les germes d'un théâtre national canadien-français prennent forme.

### Les lieux du théâtre
La décennie 1840 est plutôt désastreuse pour la scène théâtrale de la ville de Québec. En 1839, le Théâtre royal du Marché de foin ferme ses portes. Il est bientôt suivi par le Théâtre royal d'Edmund Sewell. Comble de malchance, dans la nuit du 15 au 16 janvier 1845, un incendie détruit le Théâtre Saint-Louis, qui occupe l’emplacement depuis sa construction en 1809 (il était situé sur le terrain de l’actuel Château Frontenac). L'événement, qui coûte la vie à une cinquantaine de personnes, traumatise la population locale et paralyse l'activité théâtrale de Québec pendant quelques années. Ce n’est qu’en 1851 que naît un nouveau projet, concrétisé par l’ouverture de l’Académie de musique en 1853. Entre-temps, les représentations théâtrales ont lieu dans le grand salon de l’Hôtel Union et dans la salle Champlain de la rue du Fort.
Les choses vont considérablement mieux à Montréal. Le Théâtre Royal, érigé en 1825, est démoli en 1844 en raison de déboires financiers, mais il est immédiatement remplacé par le Royal Olympic (1844-1847) de la place Jacques-Cartier. Se succèdent par la suite le Royal Hayes du square Dalhousie (1847), puis le Théâtre royal de la rue Côté (1852). Ce dernier peut accueillir jusqu'à 2 000 spectateurs et spectatrices. Son inauguration semble donner un élan au milieu dans son ensemble. Entre 1852 et 1868, Montréal compte plusieurs autres salles de spectacles. Si toutes ne sont pas créées pour le théâtre, elles peuvent néanmoins s’y prêter. C'est le cas, par exemple, de la salle de l’Hôtel-de-Ville (1852), rue Saint-Paul; du Mechanic’s Hall (1854); de la salle Bonaventure (1857), de la salle Nordheimer (1859) et du Palais de cristal (1860).

### Les troupes professionnelles
En 1843, le Théâtre d’Orléans, une troupe originaire de La Nouvelle-Orléans, fait une entrée remarquée sur la scène montréalaise. Menée par la cantatrice Julie Calvé, elle est la première troupe de professionnels francophones à se produire au Bas-Canada depuis le passage plutôt désastreux de Scévola Victor en 1827.
Le Théâtre d'Orléans présente des opéras et des opérettes, des mélodrames et des vaudevilles. Elle est très bien accueillie par le public canadien, mais se voit immédiatement condamnée par le clergé, qui tend pourtant à laisser le théâtre dans une paix relative au lendemain du passage de l'Acte d'Union. Dans le journal Les Mélanges religieux, l'évêque de Montréal, Ignace Bourget, fustige ainsi cette « gent nomade » qui ose enlever aux pauvres « l'aumône dont ils auraient tant besoin » et qui, par surcroît, dépense ailleurs l'argent soutiré au public d'ici.
Après un certain ralentissement des tournées pendant la crise économique des années 1840, la reprise attire de nombreux artistes américains à Montréal à la fin des années 1850. En 1859, deux spectacles sont produits simultanément sur les scènes montréalaises: le Théâtre français est présenté au Théâtre Royal alors que l'Opéra italien est présenté à la salle Nordheimer. Les deux compagnies sont en bonne partie formées d'artistes européens, mais opèrent à partir de New York. Vers la fin juillet, le cirque Mammoth s'y installe également pour « trois jours seulement ». Dans une annonce publiée dans La Minerve, le cirque promet d'éblouir le public canadien grâce à ses écuyers et écuyères, ses acrobates et ses bouffons.
L'évêque Bourget s’indigne de la surabondance de divertissements populaires. Dans une lettre circulaire distribuée aux membres du clergé, il associe la production de pièces de théâtre, d'opéras et de spectacles de cirque aux pires péchés :  « Ces désordres sont d'ailleurs d'autant plus grands à regretter qu'ils pourraient bien nous attirer le terrible châtiment d'une mauvaise récolte, et ruiner ainsi toutes les espérances que nous formons d'une bonne moisson, à la vue de nos riantes campagnes. [...] Comme donc nous devons nous indigner d'une juste colère, contre ces étrangers sans aveu qui viennent ainsi nous exposer à mériter le courroux du Ciel, en empoisonnant notre terre par leurs dangereux spectacles ! » La situation est aggravée par le fait que les artistes français en visite au Canada ignorent bien souvent les usages de la société canadienne-française. Le Théâtre français, par exemple, met à l’affiche Les filles de marbre de Théodore Barrière et de Lambert Thiboust. Cette pièce met en scène une courtisane qui fait étalage de son savoir-faire et qui est, de surcroît, interprétée par une vraie femme.
Lorsque la troupe revient à Montréal l’année suivante, elle a tiré quelques leçons de son premier passage et a adapté son répertoire. Dorénavant, écrit Maurice Lemire, « les troupes de langue française, en provenance d’Europe ou des États-Unis, visitent et Montréal et Québec et se soumettent aux exigences du clergé ».

### Les troupes de théâtre amateur
À Québec, le théâtre amateur des décennies 1840 et 1850 est profondément marqué par l'héritage de Napoléon Aubin. La création des Amateurs typographes, en 1839, inspire la formation de plusieurs autres troupes telles que le Théâtre des familles, le Club des intimes, le Club de la gaieté et le Club des amateurs canadiens. Ces troupes, qui rassemblent bien souvent des typographes ayant travaillé auprès d'Aubin, bénéficient parfois de subventions de la Société Saint-Jean-Baptiste.
À Montréal, le théâtre amateur traverse des années plutôt maigres entre 1844 et 1857. Puis, la fin des années 1850 voit l'émergence de deux troupes importantes : la Société des amateurs canadiens et le Cercle dramatique de Montréal. Ces troupes produisent quelques talents littéraires tels qu'Alphonse-Victor Braseau et Ernest Doin.

### Le théâtre et l'Église
Dans son ensemble, le clergé catholique continue de se montrer circonspect envers le théâtre. Alors que certains enseignants encouragent toujours les exercices théâtraux « éclairés » qui procurent un « sain délassement » aux jeunes gens qui fréquentent les collèges, d’autres suivent l'exemple de Bourget et appuient l’interdiction du théâtre même au sein des collèges. La pratique, selon ces pourfendeurs, n’encourage en rien à la piété. Alors que certains séminaires continuent de présenter des extraits de pièces en fin d’année, d’autres bannissent toute forme d'activité théâtrale.
Ainsi, après avoir continué de présenter drames, tragédies historiques et comédies moralisatrices entre 1840 et 1842, le séminaire de Québec se tourne plutôt vers les plaidoyers et les discussions philosophiques à partir de 1843. La coutume d’interroger les élèves en public cesse en 1853. Le séminaire remplace ses performances théâtrales par des « soirées littéraires et musicales » où les discours, chansons, fables, récits et prières sont à l’honneur.
À Montréal, les Sulpiciens de Montréal continuent de bouder le théâtre. À partir de 1850, le séminaire interdit même le port de la toge, jugée trop théâtrale, pendant les plaidoiries. Il en est autrement, toutefois, du collège Sainte-Marie. Sans instituer une tradition annuelle, le collège des Jésuites annonce régulièrement la tenue de séances littéraires, musicales et théâtrales. Le collège inaugure même l'auditorium du Gesù en 1866. Cette salle de 300 places est particulièrement bien adaptée au théâtre. Le séminaire de Sainte-Thérèse, qui appartient au diocèse de Montréal, emboîte le pas au collège Sainte-Marie, tout comme les collèges des diocèses de Saint-Hyacinthe et de Trois-Rivières.
Tout ne passe pas : seuls les drames ou tragédies historiques et les comédies moralisatrices d'auteurs respectables comme Shakespeare, Racine et Molière figurent au programme des collèges. Pour être joués sur une scène collégiale, même ces derniers sont obligatoirement soumis à une certaine censure. Les passages dont la moralité laisse à désirer, les répliques et les scènes amoureuses, et les danses et ballets sont systématiquement coupés des œuvres. Une version ainsi trafiquée du Bourgeois gentilhomme est produite à Paris à l’intention particulière des maîtres des écoles canadiennes.

## Vie théâtrale au Québec à la fin duXIXesiècle, 1870-1900
Entre 1870 et 1894, la vie théâtrale québécoise connaît une expansion considérable, notamment grâce à la croissance du public francophone. En dépit des réticences de certains évêques, le théâtre de collège contribue à la formation des jeunes publics; les cercles dramatiques, souvent composés d’anciens étudiants, assurent une activité théâtrale francophone soutenue en ville comme en région. Ces cercles, écrit Maurice Lemire, « auront servi de creuset à l’éclosion de plusieurs carrières professionnelles et, alors que les circuits professionnels restent largement étrangers à la création de textes dramatiques originaux […] ils auront joué un rôle essentiel dans l’émergence et la diffusion d’une dramaturgie nationale. »
L'émergence d’un premier théâtre professionnel et national est rendue possible dans les années 1880, notamment grâce à la création de la Compagnie Franco-Canadienne. Au cours de la même décennie, le milieu théâtral se scinde en circuits parallèles : le premier est celui des grandes tournées françaises, et attire des publics issus de la bourgeoisie et de la classe moyenne; le second, celui du vaudeville américain, attire plutôt un public ouvrier. Vers la fin de la période, enfin, l’activité locale passe presque entièrement aux mains de producteurs américains. Les artistes francophones, de plus en plus sûrs d'eux, n'ont pas dit leur dernier mot : le Monument-National de Montréal devient un site incontournable de l’activité théâtrale française.

### Réactions de l'Église
Tant que le répertoire respecte la morale et que tous les rôles sont tenus par de jeunes hommes, l'Église de la fin du XIXe siècle se montre d’abord relativement ouverte aux cercles d’amateurs et au théâtre de collège. Même l'évêque Bourget utilise le théâtre de collège pour servir certaines causes qui lui tiennent à cœur, à commencer par la construction de la cathédrale Marie-Reine-du Monde.
Le clergé catholique se montre toutefois beaucoup plus sévère à l’endroit du théâtre «public», surtout lorsque ce dernier interfère avec l'avent, le carême et les jours fériés. Les prélats interdisent ainsi les chorales mixtes, les représentations au profit d’œuvres de charité, ainsi que toute forme d’amusement public le dimanche.
En 1896, l'archevêque de Montréal, Édouard-Charles Fabre, rappelle encore l’interdiction aux prêtres d’aller au théâtre, à l’opéra et aux récitals de musique. Il qualifie par ailleurs le théâtre lyrique de théâtre malsain et écrit que le fréquenter équivaut à « vouloir s'amuser avec le démon ».

### Les grandes tournées d'artistes internationaux
Jusque vers la fin du XIXe siècle, le théâtre professionnel est principalement le fait d'artistes et de troupes de tournées internationales. De plus en plus, la ville de New York s'impose comme le pôle de l'activité artistique de l'Amérique du Nord. La majorité des grandes tournées des décennies 1870 à  1890, incluant les tournées de troupes françaises et britanniques, y sont organisées. Les circuits réguliers de ces tournées d'envergure comprennent une vingtaine de villes canadiennes selon un itinéraire qui suit les chemins de fer. De plus en plus, les tournées s'arrêtent à Montréal avant de se diriger vers la région des Grands Lacs puis de poursuivre vers Chicago. L'inauguration du chemin de fer du Canadien Pacifique, en 1885, ne fait qu'accentuer ce mouvement vers l'ouest. La ville de Québec, trop éloignée de ce circuit, se trouve à nouveau délaissée.

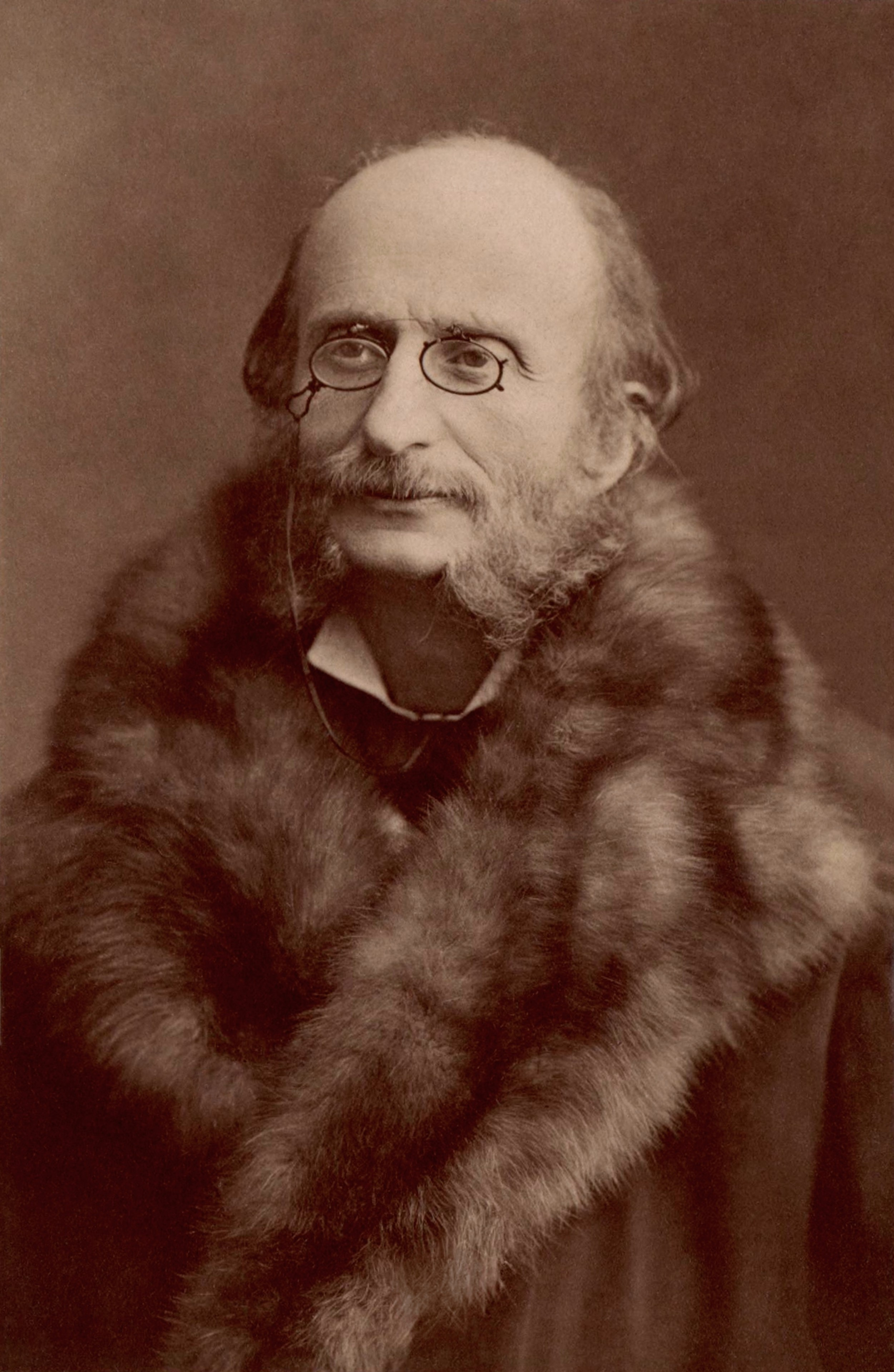
Les opéras et opérettes de Jacques Offenbach remportent un grand succès à la fin du XIXe siècle.

Les tournées professionnelles qui se multiplient vers la fin du XIXe siècle exercent une influence considérable sur l'activité théâtrale québécoise. En plus de permettre au public de découvrir les œuvres contemporaines des Français Jacques Offenbach, Victor Massé et Charles Lecocq et des Britanniques Gilbert et Sullivan, elles lui présentent des interprètes chevronnés et de nouvelles technologies de mise en scène.
Si les grandes tournées permettent au public montréalais d’admirer les talents des plus grands acteurs américains et britanniques de l’époque, c’est vraiment la venue des acteurs et actrices françaises, tels que Coquelin l'aîné, Mounet-Sully et Hortense Rhéa, qui marque le plus la vie théâtrale francophone. Nulle autre n'attire autant d'attention que la grande Sarah Bernhardt, qui visite d'abord le Québec en décembre 1880 et qui se voit accueillie en triomphe à la gare Windsor de Montréal. L'actrice visite à nouveau le Québec en 1890, 1891, 1896, 1905, 1911 et 1922. Elle joue Adrienne Lecouvreur d'Eugène Scribe et Ernest Legouvé, Frou-frou d'Henri Meilhac et Ludovic Halévy et, au grand dam de l'Église, La Dame aux Camélias d'Alexandre Dumas fils et le Hernani de Victor Hugo.

#### Des artistes canadiens d'exception: Emma Albani et Calixa Lavallée
Si les grandes tournées américaines et européennes permettent un certain renouvellement de l’activité théâtrale au pays, elles font toutefois largement ombrage au développement des talents canadiens-français. À l'aube du XXe siècle, il est pour ainsi dire impossible à un artiste de la scène locale de connaître une carrière professionnelle en français. Les auteurs, compositeurs et interprètes canadiens sont le plus souvent contraints d'émigrer aux États-Unis ou en Europe pour pratiquer leur art.

Après avoir fréquenté le couvent du Sacré-Cœur du Sault-au-Récollet, la musicienne de grand talent Emma Lajeunesse souhaite poursuivre sa formation musicale en développant ses aptitudes de cantatrice. Comme il n'existe aucune institution d'enseignement lui permettant d'accomplir cet objectif au Québec, la jeune femme n'a d'autre choix que de se tourner vers l'étranger. Elle déménage d'abord à Albany, capitale de l'État de New York, où elle se produit comme soprano à l'église catholique Saint-Joseph. Grâce au soutien de l'imprésario new-yorkais Maurice Strakosch et de l'évêque d'Albany John Conroy, elle réussit à rassembler assez d'argent pour aller parfaire son art en Europe. En 1868, elle commence à étudier au prestigieux Conservatoire de Paris. Elle se rend par la suite à Milan, où elle apprend des techniques de chant italiennes avec Francesco Lamperti. Adoptant le nom d'Emma Albani en raison de sa consonance européenne, elle commence en 1870 une fructueuse carrière sur les plus grandes scènes de Londres, Paris et New York. Si certaines critiques considèrent que sa voix manque de souplesse, d'autres vantent « sa voix pure et cristalline » et sa « virtuosité déjà remarquable ». Malgré son succès sur les scènes européennes, la cantatrice ne parvient à se produire sur les planches montréalaises qu'en 1883. Plus de 18 ans après son départ du Québec, Emma Albani est accueillie comme une véritable « gloire nationale » par une foule en liesse.

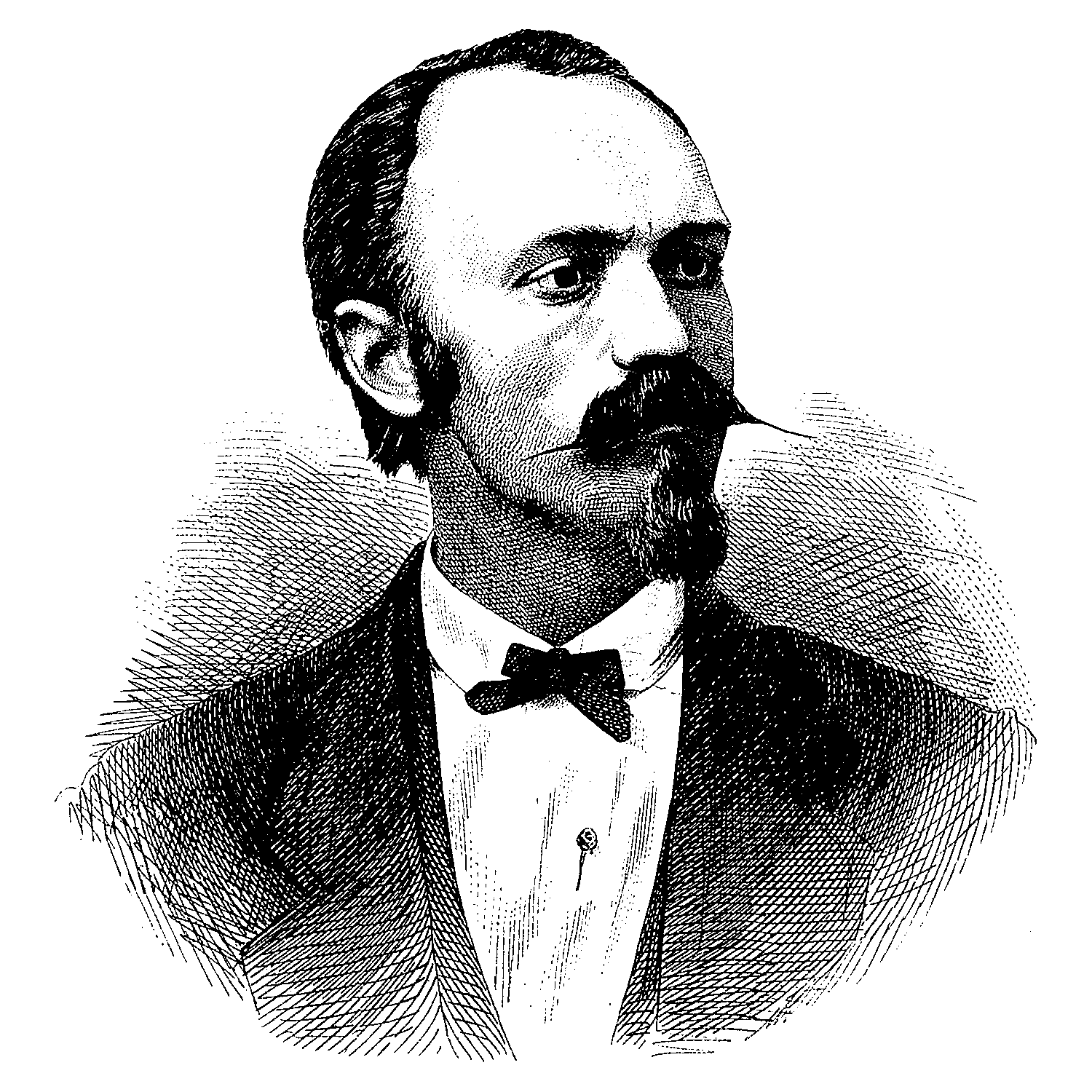
Le chef d'orchestre Calixa Lavallée.

Le parcours du pianiste et compositeur Calixa Lavallée s'apparente à bien des égards à celui de sa compatriote Emma Albani. Après avoir fréquenté le séminaire de Saint-Hyacinthe, Lavallée déménage à Montréal, où il apprend le piano auprès des musiciens Paul Letondal et Charles Wugk Sabatier. Il se découvre rapidement un talent, mais réalise avec amertume qu'il ne pourra le développer au Canada: « un artiste n'est pas destiné à pourrir dans un endroit obscur et surtout dans un pays encore plus obscur ». En 1857, il part pour les États-Unis, où il joint un minstrel show. Rendu à La Nouvelle-Orléans, Lavallée remporte le premier prix d'un concours instrumental, qui lui vaut de partir en tournée en l'Amérique du Sud, dans les Caraïbes et au Mexique. Lavallée regagne les États-Unis vers 1860. L'année suivante, il joint l'armée de l'Union à titre de « first class musician ». Blessé à la jambe à la bataille d'Antietam, il quitte ensuite l'armée. Après un bref séjour au Québec, durant lequel il se lie d'amitié avec le musicien belge Frantz Jehin-Prume, il regagne les États-Unis. Il s'établit d'abord à Lowell, Massachusetts, puis à Boston et à New York.
Vers 1870, Lavallée devient brièvement directeur du Grand Opera House de New York. Un opéra-bouffe de sa composition est annoncé au début de l'année 1872. Lorsque le propriétaire de l'opéra est assassiné en pleine rue, le spectacle est annulé. Lavallée, découragé, revient au Québec. Au printemps 1873, grâce à une souscription publique organisée par son mécène Léon Derome, Lavallée part étudier le piano et l'écriture à Paris. De retour au Québec, il multiplie les récitals à Montréal et à Québec. Il obtient un grand succès populaire, mais les recettes de ses concerts ne lui permettent pas d'assurer sa subsistance. Il devient donc professeur et maître de chapelle à l’église Saint-Jacques.
En 1877, Lavallée monte l'opéra Jeanne d’Arc de Jules Barbier et de Charles Gounod. Porté par un orchestre de 58 musiciens et 80 choristes, le spectacle met en vedette le violoniste Frantz Jehin-Prume et la soprano Rosita del Vecchio. Il obtient tant de succès qu'il est produit à 18 reprises.
Galvanisé par le succès de sa Jeanne d'Arc, Lavallée fonde l'année suivante la Société canadienne d’opéra et d’opérette et met en scène l’opéra-comique La Dame blanche. Le musicien et critique Guillaume Couture applaudit : « C’est un véritable chef d’orchestre. Le premier que nous possédions. »
Malgré ces succès, la situation financière de Calixa Lavallée est précaire. Elle le demeure même après la composition de la musique de l'Ô Canada en 1880. Le musicien retourne donc aux États-Unis. Il se fixe à Boston, où il continue d’obtenir un grand succès grâce à ses compositions et à son travail de chef d’orchestre.

#### L'affaire Sarah Bernhardt

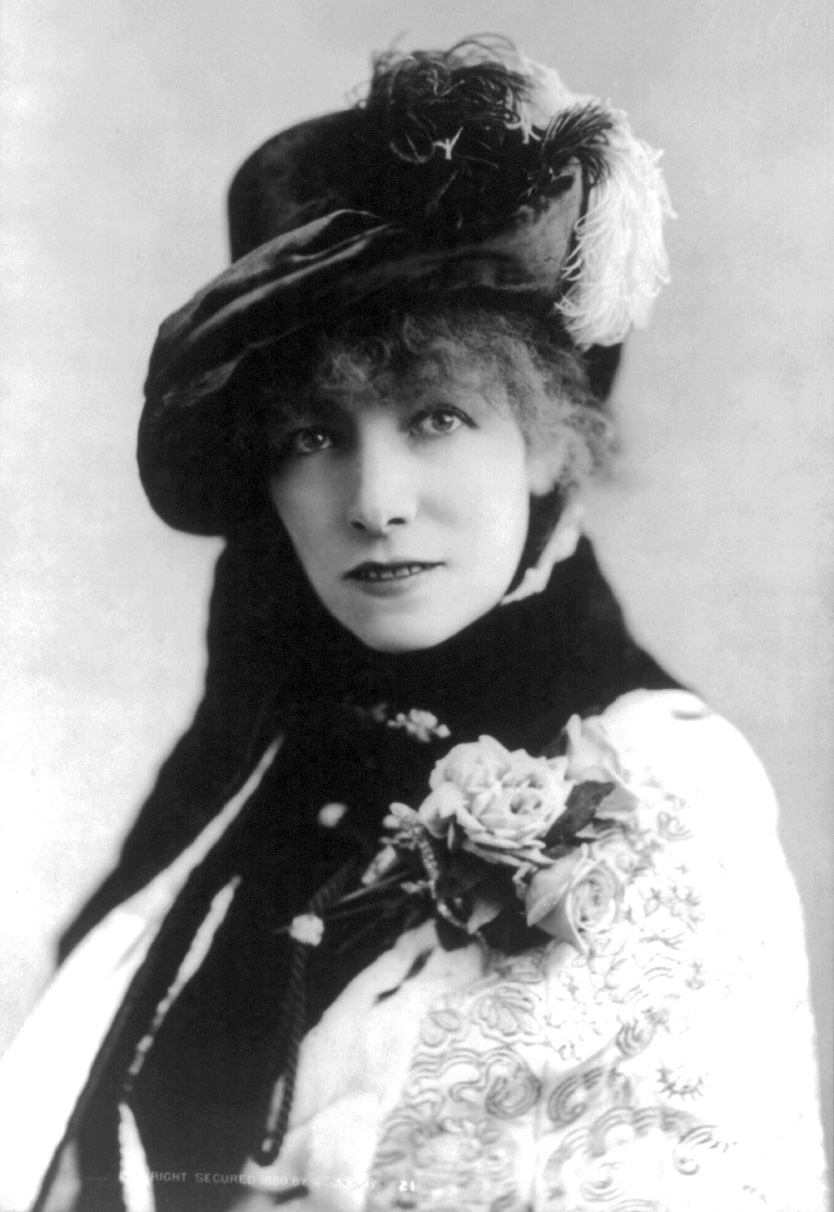
Sarah Bernhardt.

Sarah Bernhardt, inventeuse de la « tournée mondiale », visite Montréal à plusieurs reprises entre 1880 et le début du XXe siècle. Elle hésite toujours à se rendre dans la ville de Québec. Finalement, en 1905, âgée de 61 ans, l’actrice décide de s'y rendre. Elle annonce dès lors qu'au début du mois de décembre, elle incarnera le rôle principal de La Dame aux Camélias à l'Auditorium de Québec. Quelques semaines avant la venue de l'actrice, cette annonce suscite un grand mécontentement de la part du clergé canadien-français.
Le 28 novembre 1905, une lettre pastorale de l'archevêque de Québec interdit aux diocésains d’assister à la pièce. Plusieurs prêtres déclarent Sarah Bernhardt et son théâtre « ennemis de la morale chrétienne » et lancent des appels au boycottage dans les jours qui précèdent la première. L'interdit ne freine pas l’actrice; le 4 décembre en soirée, elle joue La Dame aux Camélias devant une salle comble. L'archevêque de Montréal, Paul Bruchési, déplore qu’« un grand nombre n’ont tenu aucun compte de notre parole et sont allés entendre des drames dans lesquels l’Église est insultée et la morale chrétienne foulée aux pieds ». Le 5 décembre au matin, l’actrice récidive et incarne Tisbe dans Angelo, tyran de Padoue de Victor Hugo, et enfin Adrienne Lecouvreur dans la pièce du même nom, qu’elle a remanié en faisant des allusions très transparentes à l’Église.
Sarah Bernhardt va encore plus loin dans l’entrevue qu’elle accorde aux journalistes de Québec rassemblés pour la voir au Château Frontenac : « Je ne comprends rien à votre population. Vous avez des Canadiens-anglais, des Canadiens-irlandais, des Canadiens-français, des Canadiens-iroquois! mais voulez-vous me dire pourquoi vous vous appelez des Canadiens-français! Vous avez à peine une goutte de sang français dans les veines. [...] Vous avez un beau pays, mais c’est tout. Depuis vingt-cinq ans l’agriculture peut-être a prospéré, mais le reste? Vous n’avez pas de peintres, vous n’avez pas de littérateurs, vous n’avez pas de sculpteurs, vous n’avez pas de poètes. Fréchette peut-être, et un autre jeune. Mais sapristi, vous n’avez pas d’hommes, vous n’avez pas d’hommes! [...] C’est à vous, les journalistes, et à la jeunesse étudiante, à préparer l’avenir et à former le goût et les mœurs d’un pays [...]. Vous avez progressé depuis vingt-cinq ans mais en arrière. [...] Vous êtes sous le joug du clergé [...]. Vous lui devez ce progrès en arrière qui vous fait ressembler à la Turquie. » Lorsqu'elle se rend à la gare de Québec après sa dernière performance, Sarah Bernhardt est la cible d'une manifestation hostile à laquelle participent 300 personnes. Les badauds massés devant la gare de Québec huent l’actrice en scandant « À bas la juive ».
Alors que le premier ministre Wilfrid Laurier et le journaliste Henri Bourassa présentent des excuses publiques à l'actrice, les autorités religieuses de Québec mettent sur pied un comité de censure pour contrôler le genre de pièces françaises jouées à l’Auditorium de Québec. Si la visite de Sarah Bernhardt révèle le conservatisme de la ville, selon Jean-Marc Larrue elle contribue à façonner les bases de ce que deviendra bientôt l'institution théâtrale francophone de Montréal.
En 2015, le dramaturge Michel Marc Bouchard raconte le passage de Sarah Bernhardt à Québec dans la pièce La divine illusion. La pièce est mise en scène par Serge Denoncourt au Théâtre du Nouveau Monde.

### Cercles dramatiques, théâtre de collège et théâtre mondain

#### Cercles dramatiques
L'activité théâtrale de la fin du XIXe siècle est sporadique, et largement le fait de troupes et de cercles amateurs. Dans l’ensemble, sensibles aux injonctions de l'Église, ces cercles ont un répertoire assez classique. À l'occasion, ils s'adonnent également à l'opérette française et, surtout, à la production locale. Ainsi, les pièces Le secret du rocher noir et La fleur de lys de Louis Guyon, Le désespoir de Jocrisse et Le divorce du tailleur d’Ernest Doin, Félix Poutré et Papineau de Louis Fréchette et Fatenville de Félix-Gabriel Marchand sont produites à au moins une reprise par des troupes semi-professionnelles. Ces pièces font parfois même l'objet de modestes tournées.
Parmi les nombreux cercles dramatiques de la fin du XIXe siècle, le Cercle dramatique Jacques-Cartier (1875-1889) est le premier à se constituer un public stable. Fondé par James G. W. McGown, ce cercle se produit sur quelques-unes des plus grandes scènes montréalaises, notamment au Théâtre Royal et au Debar’s Opera House, et met de l’avant la dramaturgie nationale. À son instar, les cercles Montcalm, D’Iberville, Carillon, Papineau, Lafontaine, Provencher et Riel révèlent « une mémoire historique qui affirme sur le territoire la préséance d’un théâtre en français ». Les efforts de ces cercles dramatiques peinent toutefois à dépasser le cadre local; les représentations théâtrales se donnent essentiellement dans des salles paroissiales ou dans les salles d’hôtel de ville. Les recettes sont typiquement versées à des œuvres de charité.

#### Le théâtre de collège vers la fin duXIXesiècle
Le renouvellement de l'activité théâtrale locale se reflète aussi dans le théâtre de collège, qui connaît une croissance remarquable vers la fin du XIXe siècle. Les collèges de Montréal mettent en scène 13 représentations au cours de la décennie 1860; ce chiffre monte à 28 représentations pour la décennie suivante et à 57 pour la décennie 1880.
Vers la fin du siècle, le théâtre de collège représente le tiers de l’activité théâtrale francophone de Montréal. Cette activité est beaucoup plus limitée dans les collèges pour jeunes filles : les élèves des couvents doivent généralement s’en tenir aux monologues, aux tirades et aux rares saynètes et dialogues.

#### Le théâtre mondain
Le théâtre mondain continue de croître vers la fin du XIXe siècle. Il est le fait de regroupements éphémères, souvent dans les salons de l’élite bourgeoise. Des hommes d'influence comme Honoré Beaugrand, Joseph-Adolphe Chapleau et Félix-Gabriel Marchand tiennent salon. À ces occasions, des saynètes, des morceaux de chants et des pièces musicales sont présentés par les invités ou par leurs enfants. Ces productions spontanées débordent parfois du cadre des domiciles bourgeois. Par exemple, elles font l'objet de comptes rendus publiés dans des revues comme Le Coin du feu de Joséphine Marchand (qui se trouve à être la fille de Félix-Gabriel Marchand).
Plus rarement, le théâtre mondain s'exporte sur une véritable scène. En 1887, par exemple, Adolphe-Basile Routhier et un groupe de volontaires présentent La fille de Roland d'Henri de Bornier à l'Académie de musique de Québec. Une des filles de Routhier y incarne un rôle important. Deux ans plus tard, en 1889, un autre groupe de jeunes filles de bonne famille interprète la pièce Quand on s'aime, on se marie de Joséphine Marchand. Ce type de production, destinée à un public trié sur le volet, sert en premier lieu au financement d'œuvres de bienfaisance.

### Une première professionnalisation du théâtre national
La fin du XIXe siècle est témoin de la formation d'un premier noyau d'acteurs professionnels à Montréal et à Québec. Ce théâtre est d’abord exclusivement anglophone. Pendant la saison 1872-1873, par exemple les Holman prennent en charge le Théâtre Royal de Montréal et y inaugurent les premières saisons hivernales continues.
Le nombre de représentations théâtrales croît considérablement. Ainsi, en 1893, la revue L’Orchestre. Organe des théâtres de Montréal publie le programme de la Société d’Opéra français, nouvellement créée pour mettre en valeur le répertoire européen, mais aussi celui de l’Academy, du Queen’s, du théâtre Royal et du parc Sohmer. Sur ces scènes professionnelles, drames et comédies dominent. Dumas père et fils sont particulièrement populaires, ainsi que Dennery et Eugène Labiche du côté francophone.

#### La Compagnie Franco-Canadienne
Le 8 juin 1860, un Prospectus du Théâtre français de Montréal rappelle que « depuis longtemps, les amis des arts regrett[ent] de voir une cité populeuse, intelligente et instruite comme celle de Montréal, privée d’un lieu convenable de réunion artistique où les classes éclairées – ou qui tendent à le devenir – puissent se donner rendez-vous pour applaudir aux chefs-d’œuvre de la scène dramatique française ».
Malgré la volonté de la population locale, il faut attendre les décennies 1870 et 1880 pour qu'émerge un véritable théâtre professionnel canadien. En 1875, deux compagnies professionnelles voient le jour: le Club des Variétés d'Edmond Hardy et la Compagnie Franco-Canadienne du couple Jackson-Newcomb, Alphonse Victor Brazeau et Louis O. Labelle. Ce sont les membres de la Compagnie Franco-Canadienne qui produisent les pièces Papineau et le Retour de l’exilé de Louis Fréchette au mois de juin 1880.
Quelques années plus tard, en 1887, des artistes décident de transformer une petite salle de la rue Bonsecours en théâtre français. Le résultat est le Théâtre Bijou, où s'installe la troupe du Conservatoire de Paul Larcher et de son épouse.
Au mois de mars 1887, la troupe de Larcher intègre la Compagnie Franco-Canadienne et s’installe au Théâtre Français, qui devient le premier théâtre montréalais consacré uniquement à la promotion du théâtre de langue française. La troupe agit comme lieu de formation pour plusieurs jeunes comédiens canadiens, incluant la grande Angéline Lussier (nom de scène de Blanche de la Sablonnière), mais aussi Édouard-Zotique Massicotte, Julien Daoust et Elzéar Filion, tous promis à de brillantes carrières internationales.
Entre 1887 et 1895, la Compagnie Franco-Canadienne présente 49 spectacles et monte 20 pièces différentes. Son succès est cependant unique sur la scène professionnelle; la plupart des directeurs de théâtre préfèrent embaucher des comédiens européens plutôt que des acteurs locaux. La Société de l’Opéra français, qui prend la relève au Théâtre Français, est formée de 14 artistes venus de France; en 1894, des hommes d’affaires de la ville de Québec fondent la Compagnie du théâtre français avec une quinzaine d’artistes européens.

### Le vaudeville américain
À l’été 1883, l'ambitieux promoteur américain Henry Jacobs installe le Royal Museum and Theatorium au coin des rues Sainte-Catherine et University. Il y présente des attractions de cirque et une série de spectacles modelés sur le vaudeville à l'américaine.
Conçu comme un spectacle de variétés et généralement présenté dans un débit de boisson, le vaudeville propose généralement une dizaine de numéros variés (acrobatie, prestidigitation, chant, danse) encadrés, au début et à la fin, par une comédie ou une farce. Libéré de ses éléments les plus irrévérencieux, tels que les numéros d'effeuillage, il devient accessible à un plus grand public.
Les spectacles de vaudeville de Henry Jacobs obtiennent un succès monstre au Québec. Bientôt, un certain nombre de salles sont construites spécifiquement pour ces spectacles. C'est notamment le cas du Grand Central Dime Museum érigé en 1884. Des salles existantes sont également converties pour le vaudeville, comme la salle du Mechanic’s Institute ou encore celle du Théâtre Royal, qui prend le nom de « One Dime Theatre » entre 1883 et 1885.
Alors que les spectateurs du théâtre ou de l'opéra français sont généralement issus de milieux plutôt nantis, les amateurs de vaudeville sont pour la plupart issus des quartiers populaires de la ville, sans distinction de langue. La vie théâtrale de Montréal et du Québec dans son ensemble se trouve bientôt coupée en deux. D'un côté, le circuit des grandes tournées de Sarah Bernhardt, de Coquelin l’aîné et de Mounet-Sully attire un public restreint mais initié. De l'autre, le circuit populaire du vaudeville américain attire un public vaste mais néophyte.
Si le vaudeville permet à de nouveaux pans de la population d'avoir accès aux scènes théâtrales, il a aussi pour conséquence d'américaniser considérablement le monde du spectacle québécois. À mesure que le vaudeville gagne en popularité, en effet, les producteurs américains imposent leur hégémonie non seulement sur le genre, mais de plus en plus aussi sur l’espace théâtral du Québec. À partir de 1892, écrit Maurice Lemire, « tous les établissements importants, y compris l’Académie de musique de Montréal mise en vente en 1893, passent sous le contrôle des intérêts américains ».

### Le Monument-National

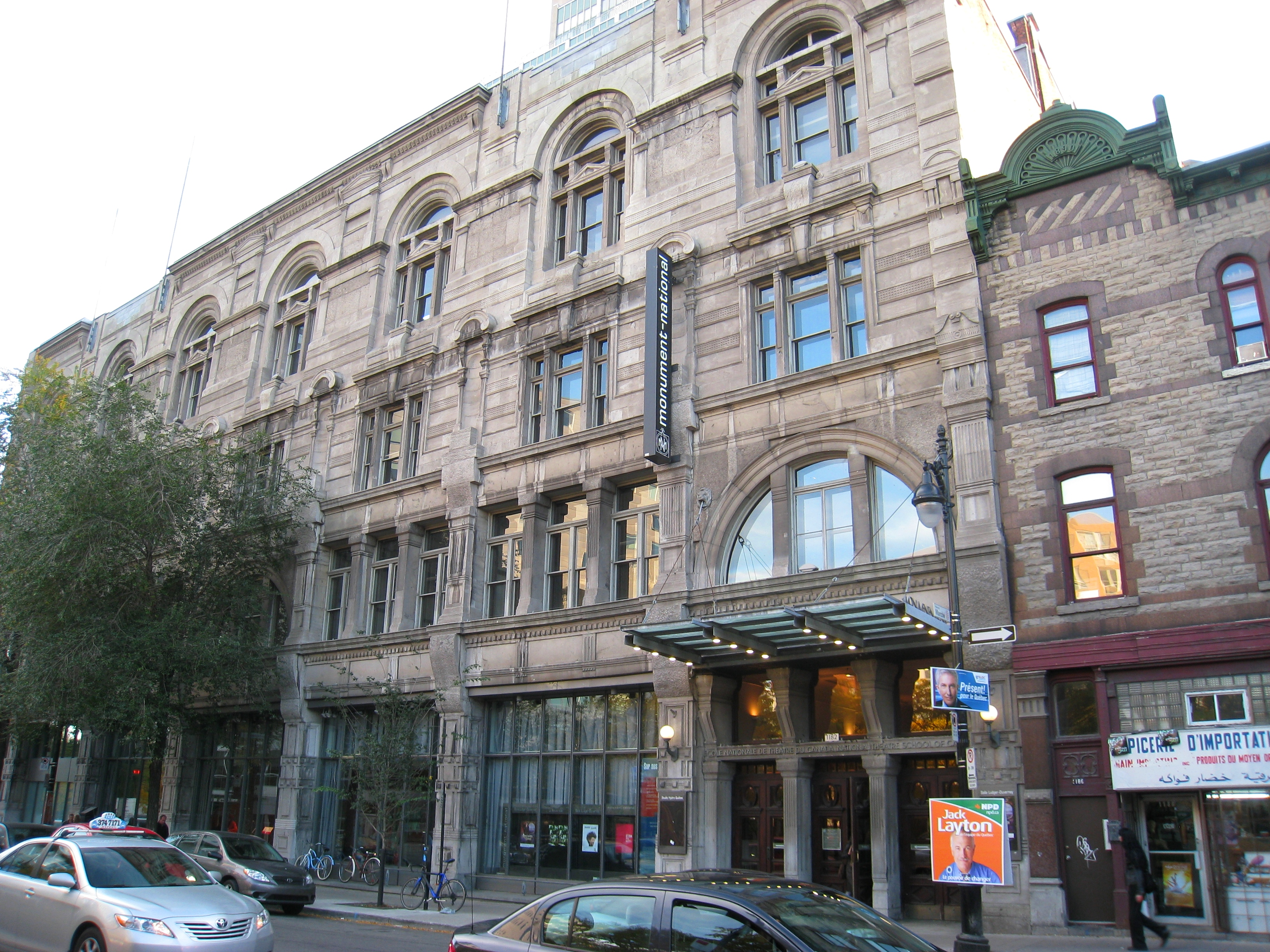
Le Monument-National ouvre ses portes en 1894.

La scène théâtrale de Montréal de la fin du XIXe siècle est largement dominée par les productions anglophones. Selon Jean-Marc Larrue, 87,4% des représentations théâtrales se font en langue anglaise, et ce, alors que la population francophone est majoritaire. Le théâtre francophone souffre non seulement de difficultés financières, mais également de contraintes physiques et institutionnelles. Il lui manque toujours une institution théâtrale digne de ce nom.
En bonne partie en raison de l'influence excessive qu'exercent les intérêts étrangers sur la scène théâtrale montréalaise, le journaliste, homme de lettres et président de la Société Saint-Jean-Baptiste de Montréal (SSJBM), Laurent-Olivier David, a l'idée de créer une institution vouée à la « survivance [et aux] aspirations des Canadiens français dans la métropole ». Le Monument-National, dont la construction est d’abord proposée en 1884, est finalement érigé entre 1891 et 1894.
Édifice à vocation socioculturelle, le Monument-National loge le siège social de la SSJBM, d’organismes comme l’École des arts et métiers et des associations ouvrières et nationalistes comme la Fédération nationale Saint-Jean-Baptiste, créée en 1907 par les féministes Joséphine Marchand Dandurand, Caroline Dessaulles-Béique, et Marie Lacoste Gérin-Lajoie. Surtout, le Monument-National joue un rôle de premier plan dans les carrières d’artistes québécois de renom comme La Bolduc, Olivier Guimond père, Olivier Guimond fils et Gratien Gélinas. Depuis 1971, le Monument-National appartient à l’École nationale de théâtre du Canada, qui y dispense des cours et y présente des pièces.

#### Les Soirées de famille
En 1898, la Société Saint-Jean-Baptiste de Montréal et Elzéar Roy mettent sur pied les « Soirées de famille », sorte de troupe locale formée d'amateurs canadiens-français. Naturellement installées dans le Monument-National, les Soirées de famille ont pour mission d'attirer le public canadien-français loin des théâtres anglais pour lui présenter un répertoire franco-canadien digne de son attention.
Les Soirées de famille obtiennent un succès somme toute mitigé. Elles ne déclenchent pas de vocations durables et ne donnent pas l'élan espéré à la dramaturgie locale. Surtout, elles ne détournent pas le public canadien-français des scènes anglophones.

## Le théâtre québécois au début duXXesiècle

### Un premier âge d'or, 1900-1910
Alors que la période précédente avait été marquée par la domination du théâtre de langue anglaise, la première décennie du XXe siècle constitue un premier âge d'or pour le théâtre québécois. Dans la mouvance du Monument-National et de ses Soirées de famille, plusieurs théâtres professionnels sont érigés dans le but avoué de permettre à la dramaturgie de langue française de s'épanouir.
Inspirés par les représentations dramatiques montées par les étudiants du Monument-National, le chargé de cours de mécanique Antoine Godeau ainsi que l'acteur et auteur Léon Petitjean décident de créer un théâtre vraiment « français » à Montréal. C’est ainsi que naît, en novembre 1898, le Théâtre des Variétés. Logé au-dessus d'un magasin du 1056, rue Sainte-Catherine, près de Papineau, le Théâtre des Variétés est composé d'acteurs et d'actrices professionnels de grand talent tels que Germaine Duvernay, J.-A. Archambault et sa femme, Jean-Paul Filion, Elzéar Hamel et Julien Daoust. Le Théâtre des Variétés obtient un certain succès d’estime, mais doit fermer ses portes dès 1901. Plusieurs de ses artisans choisissent alors de joindre le nouveau Théâtre National de Julien Daoust.
Malgré l'érection de l'Auditorium (aujourd'hui le Théâtre Capitole) de Québec à la suite de l'Académie de Musique de la rue Saint-Louis, le conservatisme ambiant et la grande influence exercée par le clergé freinent le développement du théâtre dans la ville de Québec.

#### Le Théâtre National (1900)

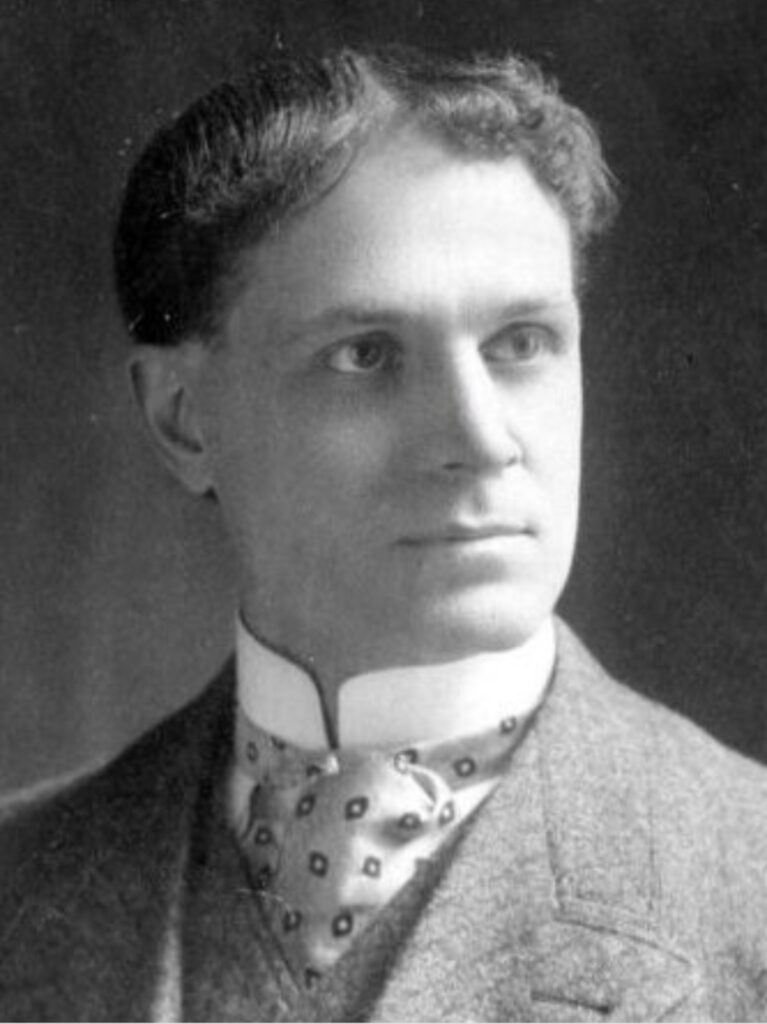
Julien Daoust, fondateur du Théâtre National.

Le 12 août 1900, le Théâtre National, ou Théâtre National Français, est inauguré. Œuvre de l'acteur, metteur en scène et promoteur Julien Daoust, en collaboration avec l'architecte Albert Sincennes et le photographe Albert Sincennes, le Théâtre National est l'un des premiers lieux professionnels construits pour et par des francophones en Amérique du Nord. Habitué des scènes de Paris et de New York, Daoust entend faire de son théâtre un pendant nord-américain de la Comédie-Française de Paris. Surtout, il veut permettre aux acteurs canadiens-français trop souvent relégués aux théâtres de quartier de jouer des rôles à la hauteur de leur talent. « J'aurais voulu qu'ils soient chez eux au Théâtre National et qu'ils jouent le plus souvent des auteurs également canadiens. C'est là mon rêve, mon idéal », expliquera plus tard Daoust.
Deux semaines seulement après l'ouverture, Daoust est contraint de remettre les destinées de son précieux théâtre entre les mains de l'homme d'affaires Georges Gauvreau. Même si l'entreprise promet, en effet, Daoust et ses associés manquent de capitaux pour absorber les coûts d'exploitation excessifs inhérents au début de toute nouvelle institution.
Gauvreau, propriétaire des buvettes publiques et des jeux de hasard du parc Sohmer, essuie le déficit du Théâtre National et signe un nouveau bail de quatre ans. Alors que Daoust était mené par son idéalisme, Gauvreau a comme priorité la prospérité du théâtre. Au mois de février 1901, il s'adjoint les services du comédien Paul Cazeneuve à titre de directeur artistique. D'origine française, mais ayant passé la majorité de sa carrière aux États-Unis, Cazeneuve comprend instinctivement que le public montréalais, nourri aux vaudevilles et aux pièces de Broadway depuis des décennies, est peu sensible aux codes du théâtre européen. Plutôt que d'essayer d'imposer aux Canadiens français des formats qui leur sont étrangers, il a l'idée d'adapter en français les grands succès de la scène new-yorkaise. Si la critique francophile se montre peu enthousiaste, reprochant à Cazeneuve son apparent « mépris des textes » et son « obsession des effets tapageurs et frappants, souvent gratuits », les spectateurs sont séduits. En plus de reconnaître une forme théâtrale qui lui est familière, il peut désormais entendre sa propre langue au théâtre.
Bientôt, le Théâtre National se distancie des reprises de productions américaines pour privilégier des productions originales qui ont pour sujet des personnages et des événements importants de l'histoire nationale. Écrites par des dramaturges comme Louis-Napoléon Sénécal, Louis Guyon et Julien Jehin-Prume, de grosses productions théâtrales sont consacrées aux vies de personnages comme Louis-Joseph de Montcalm, Jos Montferrand et François-Marie-Thomas Chevalier de Lorimier. Ces grands drames historiques ouvrent éventuellement la voie aux drames populaires. Dans Le Chemin des larmes, par exemple, Julien Daoust expose sur scène la dure réalité des Canadiens français.

#### De nouveaux genres: le mélodrame religieux et la revue
Afin de concurrencer les tournées de troupes américaines, qui offrent des productions différentes sur une base hebdomadaire au public montréalais, Paul Cazeneuve instaure un roulement extrêmement rapide des pièces. Cela signifie que la petite troupe du Théâtre National, composée d'une vingtaine d'artistes, de techniciens et de costumiers, doit produire un nouveau spectacle chaque semaine, soit plus d'une quarantaine de spectacles différents par année. Ce rythme, intenable à long terme, a l'avantage de nourrir l'intérêt des spectateurs et de cimenter la place du Théâtre National sur la scène montréalaise. Il a toutefois des répercussions certaines sur la qualité des productions, qui sont souvent techniquement mal préparées et inégalement interprétées.
De retour à la barre du Théâtre National, Julien Daoust brise le rythme hebdomadaire en étendant ses productions sur quatre ou cinq semaines et en recrutant une troupe uniquement pour une production donnée. Afin de tenir le public montréalais en haleine, il innove également sur le plan des genres théâtraux.
À la recherche de thèmes originaux et rarement abordés par les troupes américaines, Daoust jette d'abord son dévolu sur la religion. Dès 1902, il incarne lui-même le Christ dans une production de la pièce La Passion, signée par Germain Beaulieu. Son interprétation lui vaut notamment les éloges du Journal des théâtres, qui juge que « l’œuvre, admirablement montée, n'est pas seulement interprétée avec art, elle est jouée avec piété, avec foi ». Surtout, du point de vue de Daoust, la pièce attire plus de 40 000 spectateurs en cinq semaines. La Passion ouvre ainsi la voie au mélodrame populaire, dont Daoust devient bientôt le spécialiste, écrivant et produisant de nouvelles œuvres du genre chaque année.
C'est aussi sur la scène du Théâtre National que se développe le genre extrêmement populaire de la revue théâtrale. Inspirée d'un format né dans les cafés-concerts français à la fin du XIXe siècle, la revue lie musique, chanson, danse, mime et théâtre. Ce caractère multidisciplinaire fait le lien, dans une certaine mesure, entre la revue française et le vaudeville américain, à l'exception près que la revue a d'abord la particularité de reprendre de façon rétrospective et avec humour les faits marquants de l'année achevée.
La première revue de l'histoire du Québec est vraisemblablement L'Oncle du Klondyke d'Alfred Durantel, produite dans le café-concert L'Eldorado à l'occasion de son inauguration le 15 mars 1899. Le spectacle remporte un modeste succès, mais le format de la revue tarde à se populariser. Elle ne réapparait qu'en 1907, lorsque Paul Cazeneuve revient à Montréal après un séjour de quelques années à Québec. Il mise alors sur une revue renouvelée, c'est-à-dire à grand déploiement et qui met en scène des personnages profondément canadiens. Le résultat est le spectacle Ohé! Ohé! Françoise!. Conçue en une succession de numéros divers, Ohé! Ohé! Françoise! suit le vadrouilleur Jean, qui s'endort sur la Place d'Armes et qui rêve que la statue de Maisonneuve descend de son socle pour lui faire visiter sa ville. Les spectateurs et les spectatrices se trouvent ainsi entraînés dans une exploration farfelue des lieux les plus connus de Montréal: la Place d'Armes, l'intersection Sainte-Catherine et Saint-Laurent, la salle du Conseil municipal, le Parc Lafontaine, etc.
Ohé! Ohé! Françoise! fracasse les records d'assistance de l'époque, attirant 50 000 spectateurs et ayant droit à trois semaines de prolongation. Ce succès est tel qu'il fait de la revue un genre incontournable du théâtre montréalais du début du XXe siècle. Entre 1912 et 1929, jusqu'à 5 ou 6 scènes professionnelles présentent parfois des revues en même temps. Le genre attire bientôt les plumes d'auteurs de talent comme Julien Daoust, Pierre Christe, Paul Gury, Fred Barry, Léon Petitjean et Gratien Gélinas.
L'âge d'or de la revue scénique ne prend fin qu'avec l'avènement de la télévision dans les années 1950. Le format sera toutefois repensé pour le nouveau médium, donnant lieu aux premiers numéros du genre dans Le P'tit café puis aux Bye Bye télévisés dans les années 1960.

### Le théâtre des années 1920 et 1930

#### Mélodrame et burlesque
Au lendemain de la Première Guerre mondiale, le théâtre québécois traverse une période de stagnation. Le répertoire prédominant des années 1920 et 1930, composé essentiellement de revues satiriques, de monologues et de mélodrames populistes en témoigne. La pièce Aurore, l'enfant martyre, de Léon Petitjean et Henri Rollin, attire ainsi un immense auditoire dès sa première production en 1921, et ce, en dépit de ses faibles qualités esthétiques.

Le burlesque est aussi un genre marquant dans les années 1920 et 1930. Composé surtout de monologues humoristiques et de sketchs improvisés, le burlesque domine les scènes québécoises jusqu'aux années 1950, lorsqu'il est éclipsé par la télévision. D'abord fortement influencé par le vaudeville à l'américaine, le burlesque doit son succès remarquable en français à deux grands interprètes, Olivier Guimond père (« Tizoune ») et à Rose Ouellette (« La Poune »), et à un grand impresario, Jean Grimaldi. 

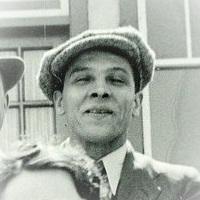
L'impresario Jean Grimaldi contribue à la formation d'une scène théâtrale panquébécoise.

D'origine corse, Grimaldi immigre au Québec en 1926 et s’installe dans le Faubourg à m’lasse de Montréal. En 1929, il est engagé dans les productions musicales d’Hector Pellerin, au Théâtre National; il y fait notamment la connaissance de Juliette Béliveau et d'Olivier Guimond, père.
Deux ans plus tard, Grimaldi devient le directeur du spectacle de La Bolduc, qu’il accompagne dans ses tournées panprovinciales. À partir de 1937, Grimaldi dirige sa propre troupe, composée d'artistes comme La Poune, Juliette Petrie, Manda Parent, Olivier Guimond, père et fils, Alys Robi, Jeanne-D'Arc Charlebois, Paul Thériault, Paul Desmarteaux, Claude Blanchard et Ti-Gus et Ti-Mousse. Des années 1920 au milieu des années 1960, Grimaldi organise ainsi des tournées de spectacles de variétés au Québec, mais aussi dans les communautés francophones du Nouveau-Brunswick et de la Nouvelle-Angleterre.
En 1948, Grimaldi acquiert l'ancien Ouimetoscope, qu'il convertit en salle de spectacle et qu'il baptise le Canadien. Cette salle de spectacle obtient un certain succès grâce à la venue d'artistes français tels que Charles Aznavour et Charles Trenet. Bientôt, Grimaldi permet aussi aux talents locaux que sont Paolo Noël, Margot Lefebvre et Jean Lapointe d'être découverts sur la scène de son cabaret. Au début des années 1950, Grimaldi acquiert le Théâtre Gayety, qu'il renomme Radio Cité. Il y obtient un succès remarquable pendant quelques années, puis vend le théâtre à Gratien Gélinas en 1956. À la demande de Gilles Latulippe, qui entend donner un nouveau souffle au burlesque, Grimaldi anime et dirige les soirées du Théâtre des Variétés à partir de 1967.

### La reprise des années 1930
Les tournées professionnelles de grandes troupes parisiennes telles que le Théâtre de la Porte Saint-Martin et le Théâtre de l'Odéon, interrompues par la guerre, reprennent dans les années 1920. L'attention qu'elles suscitent parmi le public canadien n'est toutefois que passagère. C'est vraiment l'avènement d'un nouveau médium, la radio, qui ravive l'intérêt pour le théâtre. Éventuellement, cet intérêt se manifeste par la professionnalisation du théâtre local et par l'émergence d'une nouvelle génération d'artistes talentueux et ambitieux.

#### L'avènement de la radio et des radiothéâtres
Loin de créer un climat de concurrence, l'avènement de la radio s'avère plus que bénéfique pour le théâtre québécois. Dès novembre 1933, la radio CKAC diffuse Le Théâtre de J.O. Lambert, l'un des premiers radiothéâtres de l'histoire du Québec. Alors que la crise économique force la fermeture temporaire ou permanente de plusieurs salles de spectacle, les radiothéâtres permettent au public québécois de découvrir ou de redécouvrir l'univers du théâtre. Ces radiothéâtres permettent également à des auteurs et à des acteurs de se faire connaître du grand public. Comme ces auteurs et ces acteurs sont relativement bien payés, ils peuvent par la suite consacrer une partie de leurs énergies au travail de la scène.
Selon Gérard Laurence, bien qu'ils ne représentent qu'une part infime des émissions diffusées à la radio québécoise, les radiothéâtres jouent un rôle important sur le plan culturel. Ils permettent en effet à plusieurs jeunes auteurs de se faire les dents. Entre 1930 et 1970, les stations AM du Québec présentent non moins de 44 émissions vouées au théâtre québécois. Entre 1938 et 1947, Le Théâtre de chez nous diffusé à l'antenne de CKAC met en lumière la plume de Robert Choquette. Entre 1950 et 1962, l'émission Les Nouveautés dramatiques, produite par Guy Beaulne, dévoile les talents d'Yves Thériault, Marcel Dubé, Jacques Godbout, Jacques Languirand et Félix Leclerc. Les séries et les radiothéâtres disparaissent graduellement au cours des années 1960.

#### Le Théâtre Stella (1930)
En 1930, au début de la crise économique, les acteurs Fred Barry et Albert Duquesne annoncent leur intention de reformer la scène théâtrale de Montréal. Ils s'installent au Théâtre Chanteclerc de la rue Saint-Denis, qu'ils rebaptisent Théâtre Stella. Il présente un répertoire varié qui est à même de concurrencer les troupes internationales en tournée. Le Théâtre Stella permet aussi aux premiers acteurs québécois formés à Paris de se produire grâce à l'appui du gouvernement. C'est notamment le cas d'Antoinette Giroux et de Jacques Auger, premiers boursiers en art dramatique du Québec.
L'entreprise de Barry et Duquesne est bientôt imitée par un autre groupe d'artistes, qui prennent possession du Théâtre Gayety et le transforment en Théâtre des Arts.

#### Les Compagnons de Saint-Laurent (1937-1952): acte de naissance du théâtre contemporain au Québec

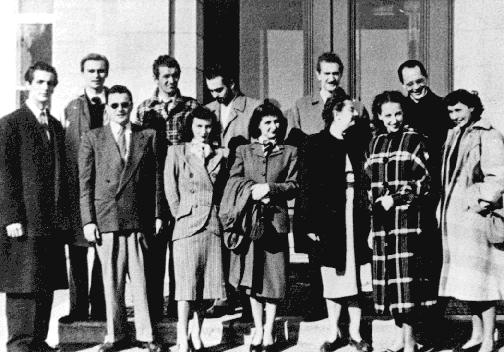
Les Compagnons de Saint-Laurent en 1944.

Le clergé catholique joue un rôle de premier plan dans le renouvellement du théâtre québécois. « [C]'est le dévouement de prêtres dynamiques comme Émile Legault, Georges-Henri d'Auteuil et Gustave Lamarche qui permet de sortir le théâtre de la stagnation dans les années 1930 », écrit Leonard Doucette. Les pères Legault et d'Auteuil sont les promoteurs et imprésarios des troupes étudiantes des collèges Saint-Laurent et Sainte-Marie, à Montréal, alors que Lamarche est l'auteur de nombreuses pièces religieuses et pédagogiques.
En 1937, dans un effort de « libérer la scène, de la poétiser, de la raffiner et de la christianiser », le père Legault forme une petite troupe d'amateurs à laquelle il donne le nom de Compagnons de Saint-Laurent.
La compagnie joue d’abord au collège Saint-Laurent, puis se produit dans différentes salles montréalaises, dont le Gesù. En 1948, la troupe inaugure le Théâtre des Compagnons dans une église protestante désaffectée au coin des rues De Lorimier et Sherbrooke. En 1952, les Compagnons de Saint-Laurent cessent leurs activités.
Si les Compagnons de Saint-Laurent n'ont qu'une influence modeste sur le corpus dramaturgique québécois, ils contribuent néanmoins à l'émergence de nouveaux talents tels que Jean Gascon, Jean-Louis Roux et Pierre Dagenais, qui participeront activement au renouvellement des arts de la scène dans le Québec des décennies 1940 à 1960. Surtout, peut-être, la troupe des Compagnons de Saint-Laurent aura réussi à former un public « vaste, sensible et exigeant, capable d'apprécier le talent et les qualités professionnelles véritables » au moment même où le Québec prend conscience de sa propre identité.

## L'avènement d'un théâtre moderne dans l'après-guerre
Entre les années 1940 et la Révolution tranquille, la dramaturgie canadienne-française traverse un conflit de codes culturels. D'un côté, les « francophiles » défendent un théâtre de haute tenue littéraire; c'est le cas des auteurs et dramaturges Claude Gauvreau (Les entrailles, 1944-1946), Jacques Languirand (Les grands départs, 1957) et Jacques Ferron (L'ogre, 1958). De l'autre côté, les « régionalistes » comme Claude-Henri Grignon et Gratien Gélias (Tit-Coq, 1948; Bousille et les justes, 1959) jettent les bases d'un théâtre à la fois national et populaire auquel se rallient bientôt des auteurs et des autrices comme Marcel Dubé (Zone, 1953; Un simple soldat, 1958), Pierre Perrault (Au coeur de la rose, 1958) et Françoise Loranger (Une maison... un jour..., 1965). S'ils n'optent pas encore pour l'utilisation d'une langue « joualisante » au théâtre, ces derniers privilégient la « transposition stylisée de la langue québécoise courante ».
La même période est caractérisée par la consolidation du champ de la production théâtrale grâce à la fondation de compagnies destinées à durer dans le temps telles que le Théâtre du Rideau Vert, le Théâtre du Nouveau Monde et le Théâtre de Quat'Sous.
En 1952, l'arrivée de la télévision de Radio-Canada crée une certaine concurrence aux scènes théâtrales. Comme la radio dans les années 1930, la télévision permet toutefois aux artisans et aux artisanes du théâtre québécois de propager leur art à travers le Québec.

### LeTit-Coqde Gratien Gélinas

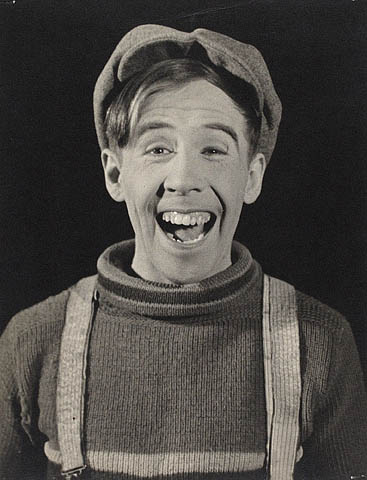
Gratien Gélinas interprétant le personnage de Fridolin.

Le 22 mai 1948, sur la scène du Monument-National, a lieu la première de Tit-Coq, pièce de l'acteur et auteur Gratien Gélinas. La pièce met en scène un orphelin élevé en institution qui découvre l’amour juste avant de partir à la guerre comme conscrit; à son retour, il découvre que sa fiancée a épousé un autre homme. La création de Tit-Coq est considérée, par beaucoup d'observateurs contemporains, comme l'acte de naissance du théâtre et de l'art dramatique moderne au Québec.
Les critiques de l'époque sont effectivement dithyrambiques. Marcel Valois, de La Presse, décrit ainsi Tit-Coq comme « une pièce vraiment canadienne d’expression française » et compare la contribution artistique de Gratien Gélinas à celle du Français Marcel Pagnol. Renaude Lapointe, du Soleil, voit quant à elle dans Tit-Coq une « œuvre dramatique à la fois typiquement canadienne et d’une résonance universelle, à la fois audacieuse et hautement morale, à la fois tragique et déridante ».
Tout en applaudissant la qualité du travail de Gélinas, les historiens et critiques littéraires ont a posteriori remis en question la modernité de Tit-Coq. Ce dernier anticipe effectivement les mouvements de contestation des années 1960 et 1970 en refusant de se soumettre aux valeurs traditionnelles du Québec. Gratien Gélinas lui-même entend se servir de Tit-Coq pour jeter les bases d'un « théâtre national et populaire », émancipé des codes du théâtre français et du théâtre américain. Gélinas et les acteurs qui donnent vie au monde de Tit-Coq appartiennent au théâtre hérité des décennies 1920 et 1930. Ils ne dérogent pas trop des formes déjà établies. Selon Lucie Robert, en fait, c'est surtout l'enthousiasme populaire qui accompagne sa création qui distingue Tit-Coq des pièces qui l'ont précédé : « Qu’elle n’ait pas été la ‘première’ pièce du théâtre québécois ou la pierre de ‘naissance du théâtre canadien’, la création de Tit-Coq n’en est pas moins un événement significatif. Car l’ampleur du succès obtenu ouvre une rare fenêtre sur les attentes du public moyen qui, ayant apprécié l’acteur comique et son personnage de Fridolin, l’accompagne dans la recherche d’un art plus sérieux et donc plus légitime. » L'engouement des médias et de la société québécoise pour Tit-Coq dure dans le temps. Le 29 janvier 1949, à l'occasion de la 100e représentation, le magazine populaire Radiomonde présente un portrait pleine page de Gratien Gélinas, portrait repris par la suite dans la plupart des quotidiens montréalais. Puis, en soirée, un gala organisé par Louis Morisset, président de la Société des auteurs dramatiques, Gérard Delage, président de l’Union des artistes, et André Montpetit, avocat, a lieu au Théâtre Gesù. L'événement, fort couru, attire des dignitaires de premier plan tels que le maire de Montréal Camillien Houde, le premier ministre du Québec Maurice Duplessis et l'archevêque de Montréal Joseph Charbonneau.
Au cours du gala, Gélinas reçoit des mains de Morisset le Grand Prix de la Société des auteurs dramatiques de Montréal et apprend que l’Université de Montréal s’apprête à lui décerner un doctorat honorifique — le premier jamais accordé au Canada à un homme de théâtre. Le journaliste Gérard Filion saisit bien l'importance symbolique de ces récompenses : « Ces sortes de distinctions ne surviennent généralement qu’à la fin d’une carrière : elles sont la reconnaissance officielle de mérites établis. Dans le cas de Gélinas, elles sont plutôt l’expression de très grands espoirs. »
Au total, Tit-Coq est joué à un peu plus de 200 reprises sur les scènes de Montréal avant de partir en tournée à travers le Québec. Selon Anne-Marie Sicotte, 198 000 personnes voient la pièce avant la fin de l'année 1949. Ces chiffres témoignent d'une réussite sans précédent pour l’histoire du théâtre québécois, voire dans l’histoire du théâtre canadien.

### La prolifération de l'activité théâtrale
Le dramaturge Michel Tremblay, figure phare du théâtre québécois de la deuxième moitié du XXe siècle, insiste sur l'influence de l'œuvre de Gratien Gélinas sur le théâtre québécois: « S'il n'avait pas été là, ni le théâtre de Marcel Dubé [...] ni le mien n'auraient été pensables. Il fallait un père pour ouvrir les portes. Les générations spontanées n'existent pas ». Comme l'explique Tremblay, en effet, le succès inédit de Tit-Coq participe à la prolifération de l'activité théâtrale québécoise vers la fin des années 1940 et au cours des années 1950. Portée par des acteurs et des auteurs de grand talent, cette activité jette les bases d'un théâtre moderne et distinctement québécois qui atteindra sa maturité pendant la Révolution tranquille.

#### Le théâtre de Marcel Dubé
Né dans le quartier populaire du Faubourg à m'lasse au début de la Grande Dépression, Marcel Dubé est profondément marqué par la crise économique, par la guerre et par la conscription. Après des études au collège Sainte-Marie, il travaille comme ouvreur au Théâtre Gesù. Le 22 mai 1948, il assiste à la première de Tit-Coq, de Gratien Gélinas. Il semble que ce soit cette expérience qui le convainc, comme plusieurs jeunes de sa génération, de dédier sa vie au théâtre. Selon le critique littéraire Laurent Mailhot, Dubé appartient à une génération pour laquelle le théâtre est, avec le sport, une évasion. Dès l'âge de 21 ans, le jeune homme fonde la troupe La jeune scène avec l'actrice Monique Miller et le poète Raymond Lévesque. Il produit bientôt une première pièce, Le bal triste, qui se solde par un échec. Puis, en 1953, grâce à une bourse du ministère du Bien-être et de la Jeunesse, il part visiter et étudier les théâtres et les écoles d'art dramatique de Paris.
Au Québec, Dubé multiplie ensuite les pièces à succès telles que Zone (1953), Un simple soldat (1957) et Au retour des oies blanches (1966). Alors que le théâtre du début des années 1950 est surtout un art « élitaire, réservé à un public endimanché » qui met à l'honneur des thèmes conventionnels tels que l'union familiale, la religion et l'amour, Dubé ose mettre en scène des « héros-victimes » qui expriment la révolte et la contestation des classes populaires. Zone, par exemple, raconte l'histoire de jeunes voyous qui se livrent à la contrebande de cigarettes. Lorsqu'il dépeint la bourgeoisie dans les pièces qu'il écrit après 1960, il n'hésite pas à l'écorcher en mettant en lumière sa déchéance morale. Si le théâtre de Gratien Gélinas se distinguait par son réalisme optimiste, celui de Dubé se démarque plutôt par son caractère « romantique, idéaliste, désespéré, presque tragique ».
Le théâtre de Marcel Dubé a par ailleurs la particularité d'avoir lieu e à la fois sur scène, sur les ondes et sur les écrans. En 1957, la pièce Un simple soldat est créée à la télévision de Radio-Canada. Il enfile ensuite les téléromans comme La côte de sable (1960), qui met en vedette Louise Marleau et Clémence DesRochers. Au fil des ans, Dubé signe également une série de téléthéâtres phares tels que Florence, Virginie, Médée, Manuel, Bilan, Le temps des lilas et un film, Les beaux dimanches.

#### De nouvelles compagnies et de nouveaux théâtres à Montréal
Le 17 février 1949, les actrices Yvette Brind'Amour et Mercedes Palomino fondent le Théâtre du Rideau Vert dans une église située au coin des rues Sherbrooke et De Lorimier à Montréal. Le théâtre privilégie d'abord les comédies légères et les succès parisiens. En 1960, il reprend les installations du Théâtre Stella, sur la rue Saint-Denis, où il devient une plaque tournante du théâtre québécois. En plus de produire des comédies divertissantes, les directrices présentent certains grands classiques du répertoire mondial (Molière, Shakespeare, Tchekhov, etc.) ainsi que des dramaturges contemporains comme Albert Camus, Woody Allen et Federico Garcia Lorca. Surtout, Yvette Brind'Amour et Mercedes Palomino se vouent à la promotion des talents québécois: Félix Leclerc, Marie-Claire Blais, Françoise Loranger. C'est au Théâtre du Rideau Vert que Michel Tremblay présente Les Belles-Sœurs pour la première fois.
Le Théâtre du Nouveau Monde est pour sa part fondé par les anciens Compagnons de Saint-Laurent, Jean Gascon et Jean-Louis Roux, en 1951. Déterminé à mettre en place de nouvelles normes professionnelles en matière de jeu et de scénographie, le Théâtre du Nouveau Monde présente ses saisons au théâtre du Gesù puis au Théâtre des Compagnons, à l'Ermitage. Entre 1958 et 1966, il présente ses pièces à l'Orpheum, à la Comédie-Canadienne et au Gesù. Entre 1968 et 1971, il loue le Théâtre Port-Royal de la Place des Arts, puis il acquiert la Comédie-Canadienne, qui devient le TNM actuel en 1972. De nos jours, le TNM est considéré comme l'une des institutions culturelles francophones les plus importantes en Amérique du Nord.

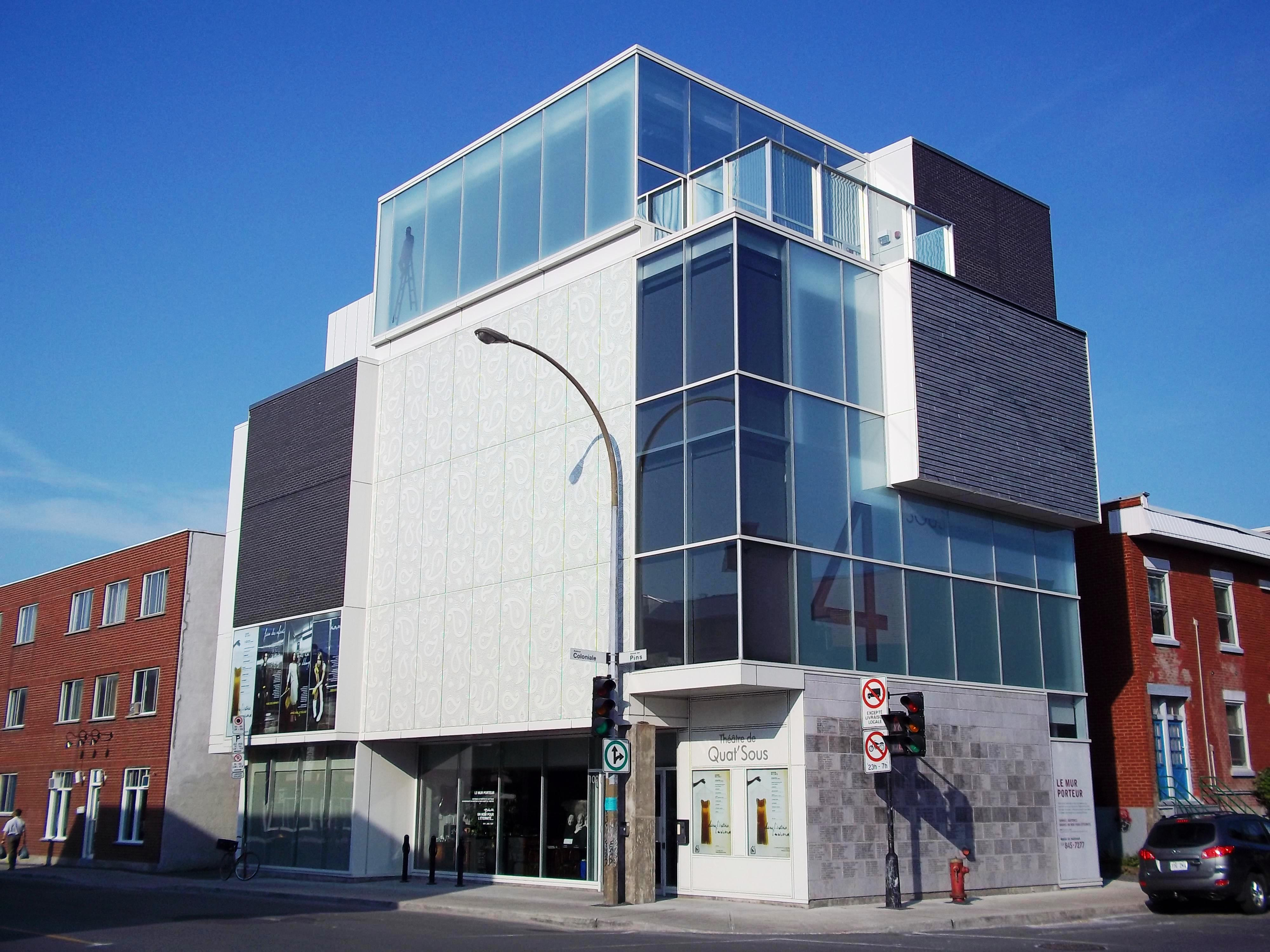
Le Théâtre de Quat'Sous.

Le Théâtre de Quat’Sous est fondé en 1955 par l'acteur et metteur en scène Paul Buissonneau. Il s’installe dans une ancienne synagogue de l’avenue des Pins en 1965, qui est réaménagé de fond en comble dans les années 1990.
Le Centre du Théâtre d’Aujourd’hui, fondé en 1968, regroupe les troupes des Apprentis-Sorciers (1954) et des Saltimbanques ainsi que le Mouvement contemporain. Il s'établit d'abord au 1297, rue Papineau. En 1989, le Centre du Théâtre d'Aujourd'hui achète le Cinéma Carré Saint-Louis; il inaugure en 1991 son nouveau lieu, situé au 1999, rue Saint-Denis.
Le Théâtre de la Manufacture voit le jour en 1975. Il s’installe à la Licorne au coin des rues Saint-Laurent et Saint-Norbert en 1981, puis au 4559, rue Papineau, en 1989. La Petite Licorne ouvre ses portes en 1995.
Le Théâtre Expérimental de Montréal (TEM) voit le jour en 1975. Son lieu de création et de représentation s'établit à la Maison Beaujeu, au 3e étage du 320, rue Notre-Dame Est. En 1979, le TEM se scinde en deux pour devenir le Nouveau Théâtre Expérimental (NTE) et le Théâtre Expérimental des Femmes (TEF).

#### La naissance du théâtre d'été
Les origines du théâtre d'été, phénomène unique au Québec, remontent vraisemblablement au début du XXe siècle. Dès les années 1900, mais surtout à partir des années 1930 et 1940, quelques compagnies théâtrales situées en région prennent l'habitude d'offrir une programmation estivale à la population locale. La tradition du théâtre d'été, comme on le connaît, prend toutefois vraiment naissance au tournant de la décennie 1960. Sont alors fondées des institutions telles que Le Chanteclerc de Sainte-Adèle et le Théâtre de la Fenière de L'Ancienne-Lorette (1957) ainsi que le Théâtre de la Marjolaine d'Eastman (1960).

### L'influence de la télévision
En 1952, la Société Radio-Canada inaugure la télévision au Québec. À l'instar de la radio, quelques décennies plus tôt, le nouveau médium crée une certaine concurrence au théâtre. Il lui permet toutefois de surmonter le problème de la géographie puisqu'il diffuse du théâtre un peu partout au Québec. Surtout, il permet aux dramaturges, comédiens, décorateurs et metteurs en scène de vivre de leur art et de contribuer à la santé générale des arts de la scène.

#### La popularité du téléthéâtre
Durant les cinq premières années de son histoire, la télévision de Radio-Canada produit une dizaine de séries théâtrales en langue française. La première de ces séries, intitulée Le Téléthéâtre de Radio-Canada, est diffusée chaque dimanche soir à 21h30 jusqu'en 1957. Dans le cadre de cette série, 104 œuvres théâtrales sont présentées, soit une moyenne de 20 pièces par an. Comme la majorité de ces pièces appartiennent au répertoire classique international, elles peuvent être difficiles à comprendre pour un public non initié. La série s'attire donc son lot de critiques. C'est justement afin de rejoindre un plus vaste auditoire que Radio-Canada met sur pied l'émission Le Théâtre populaire à l'été 1956. Cette série se distingue de la précédente en présentant des œuvres contemporaines écrites par des auteurs québécois. Y sont par exemple jouées des œuvres originales de Louis Pelland, Yves Thériault, André Laurendeau et Éloi de Grandmont. Bien qu'il persiste jusque dans les années 1970, le téléthéâtre laisse graduellement place à de nouvelles formes strictement télévisuelles telles que le téléroman et la télésérie.

### Le financement public
En partie pour contrebalancer la menace que représente la télévision pour l'activité théâtrale, de nouvelles structures de financement public des arts de la scène se mettent en place à la fin des années 1950 et au début des années 1960.
En 1957 voient le jour le Conseil des arts du Canada et le Conseil des arts de Montréal (CARMM). Il s'agit des premiers organismes publics de financement de l'activité culturelle de l'histoire du Québec.
Le gouvernement québécois de Jean Lesage crée ensuite le ministère des Affaires culturelles en 1961. Ancêtre de l'actuel ministère de la Culture, le ministère des Affaires culturelles, d'abord dirigé par Georges-Émile Lapalme, a pour mission de « favoriser l'épanouissement et le rayonnement de l'identité et du dynamisme culturels du Québec dans le domaine des arts, des lettres et du patrimoine ». Concrètement, le ministère des Affaires culturelles octroie des subventions aux artistes et aux groupes professionnels, aux orchestres, aux sociétés musicales et aux festivals à vocation artistique en plus d'assurer la gestion des conservatoires et le financement de bourses d'études.
Si la majorité du financement octroyé par les instances publiques est accaparée par une petite élite théâtrale, le climat ambiant est favorable à la multiplication des troupes de théâtre professionnel et amateur. Émerge alors, pour reprendre le terme de Leonard Doucette, une « contre-élite » très féconde.

## Le théâtre de la Révolution tranquille
La Révolution tranquille infuse aux arts dramatiques québécois une vigueur sans précédent. Les artisans du théâtre, plus confiants que jamais, font de la scène un site d'exploration, d'expérimentation et même de revendication. En plus de se diversifier et de se professionnaliser, le théâtre hétéroclite des années 1960 et 1970 prend une importance sociale et culturelle inédite pour la majorité francophone. Le théâtre permet également à certaines minorités culturelles de s'affirmer.

### Une scène théâtrale dynamique
La fin des années 1950 et les années 1960 sont d'abord témoins de la multiplication des troupes professionnelle et des salles de théâtre. Il s'agit notamment de la Comédie-Canadienne (1957-1970) de Gratien Gélinas, qui occupe l'ancien Théâtre Gayety et qui se voue à la promotion des dramaturges canadiens. Le Théâtre populaire du Québec, fondé en 1963, bénéficie du soutien du ministère des Affaires culturelles. Il a pour mission de diffuser le théâtre professionnel dans les petites villes du Québec ainsi qu'à l'extérieur, entre autres, dans certains secteurs de l'Ontario, du Nouveau-Brunswick et de la Nouvelle-Angleterre.
Les années 1960 voient également la fondation de la Nouvelle Compagnie Théâtrale (NCT) de Gilles Pelletier, Françoise Graton et Georges Groulx. Après s'être produite sur la scène du Gesù, la NCT acquiert le Théâtre Granada du 4353, rue Sainte-Catherine Est. Elle change de nom pour devenir le Théâtre Denise-Pelletier en 1997. Elle est aujourd'hui établie sur les scènes du Théâtre Denise-Pelletier et de la Salle Fred-Barry.
Les décennies 1950 et 1960 sont aussi fastes pour les écoles de théâtre. Non moins de cinq nouvelles écoles de jeu voient le jour entre 1955 et 1970, dont la prestigieuse École nationale de théâtre de Montréal (1960). Cette dernière a pour particularité d'offrir une formation professionnelle poussée dans toutes les disciplines (interprétation, écriture dramatique, mise en scène, scénographie et production), et ce, en français comme en anglais. Des artistes de renom tels que Robert Charlebois, Pierre Curzi, Roy Dupuis et Wajdi Mouawad ont étudié à l'ENT.

#### Création collective et troupes novatrices
Les jeunes acteurs et actrices des années 1960 et 1970, formés dans des institutions, bénéficient de plus de la formation de troupes novatrices. Ces troupes, suggère Leonard Doucette, donnent naissance à un style québécois éclectique, distinct des modèles européen et américain.
La création collective, forme importée de la contreculture californienne, influence considérablement le théâtre novateur des décennies 1960 et 1970. À l'instar de son pendant californien, la création collective québécoise est militante. Décrite pas Gilbert David comme un « véritable creuset de revendications tous azimuts », elle sert parfois la cause indépendantiste, parfois la libération sexuelle, parfois les luttes ouvrières, parfois les combats féministes.
Au Québec, cette création collective est portée par des troupes comme Le Grand Cirque Ordinaire (1969), le Théâtre Euh! (1970), le Théâtre des Cuisines (1973), le Théâtre Parminou (1973), la compagnie Carbone 14 (1974), le Nouveau Théâtre Expérimental (1979) et le Théâtre Repère (1980). Au sein de ces troupes, des artistes de la trempe de Robert Gravel, Gilles Maheu, Jean-Pierre Ronfard et Robert Lepage prêtent leur talent au format de la création collective.
Le spécialiste Fernand Villemure résume ainsi la création collective typique des années 1970 :  « C’est une pièce dans laquelle les comédiens sont plus que des simples interprètes. Ils participent à l’écriture du spectacle globalement. [La pièce] est dépourvue de texte permanent. L’improvisation est encouragée à toutes les étapes de création et des représentations. C’est une pièce contestataire et révolutionnaire, qui s’appuie vraiment sur la sociologie, qui veut représenter le monde social et contester le pouvoir établi. »

#### Une scène théâtrale alternative
Alors que le théâtre québécois s'institutionnalise et se professionnalise, une scène alternative largement opposée à l'institution théâtrale se développe. Cette scène est surtout incarnée par l'Association canadienne du théâtre d'amateurs (ACTA), qui voit le jour en 1958. Au plus fort de son succès, elle compte près de 30 troupes francophones réparties dans l'ensemble du Canada. En 1972, l'ACTA change son nom pour celui d'Association québécoise du jeune théâtre (AQJT) et se détache des troupes non-québécoises.
Bien qu'elle se situe en marge du théâtre institutionnalisé, l'ACTA est une force dynamique de grande importance dans les années 1960 et 1970. Elle regroupe des troupes aussi diverses que le Grand Cirque Ordinaire, voué à la création populiste et collective, le Théâtre Euh!, voué à la réforme sociale marxiste, l'Eskabel et Carbone 14, toutes deux vouées à l'expérimentation théâtrale révolutionnaire.
La décennie 1960 voit aussi la création du Centre d'essai des auteurs dramatiques (CEAD), qui sert de véhicule pour les voix discordantes du milieu théâtral. Le CEAD devient le plus important organisme destiné à la promotion et à la diffusion de la dramaturgie du Québec à la disparition de l'AQJT en 1980. Le CEAD abrite de nos jours un centre de documentation qui comprend près de 5 000 pièces de théâtre publiées ou inédites. Ce centre unique en son genre constitue la référence au Canada en matière d'expertise en écriture théâtrale.

#### Un théâtre multiculturel
Si les années 1960 et 1970 se distinguent surtout par les grandes avancées du théâtre en langue française, elles sont également témoins de l'éclosion d'une scène théâtrale multiculturelle. Dès 1958, le Théâtre Yiddish Dora Wasserman est fondé par l'actrice, dramaturge et metteuse en scène d'origine ukrainienne Dora Wasserman. Depuis sa création, ce théâtre préserve la tradition du théâtre yiddish en produisant des spectacles qui séduisent à la fois la critique et le public. Depuis 1967, le Théâtre Yiddish est installé au Centre des arts Saidye-Bronfman, qui porte le nom de Centre Segal des arts de la scène (Segal Centre for Performing Arts). Créé grâce à un don de la famille Bronfman, ce centre a pour objectif de privilégier la diversité et les collaborations interculturelles et de célébrer l'identité juive par le biais des arts.

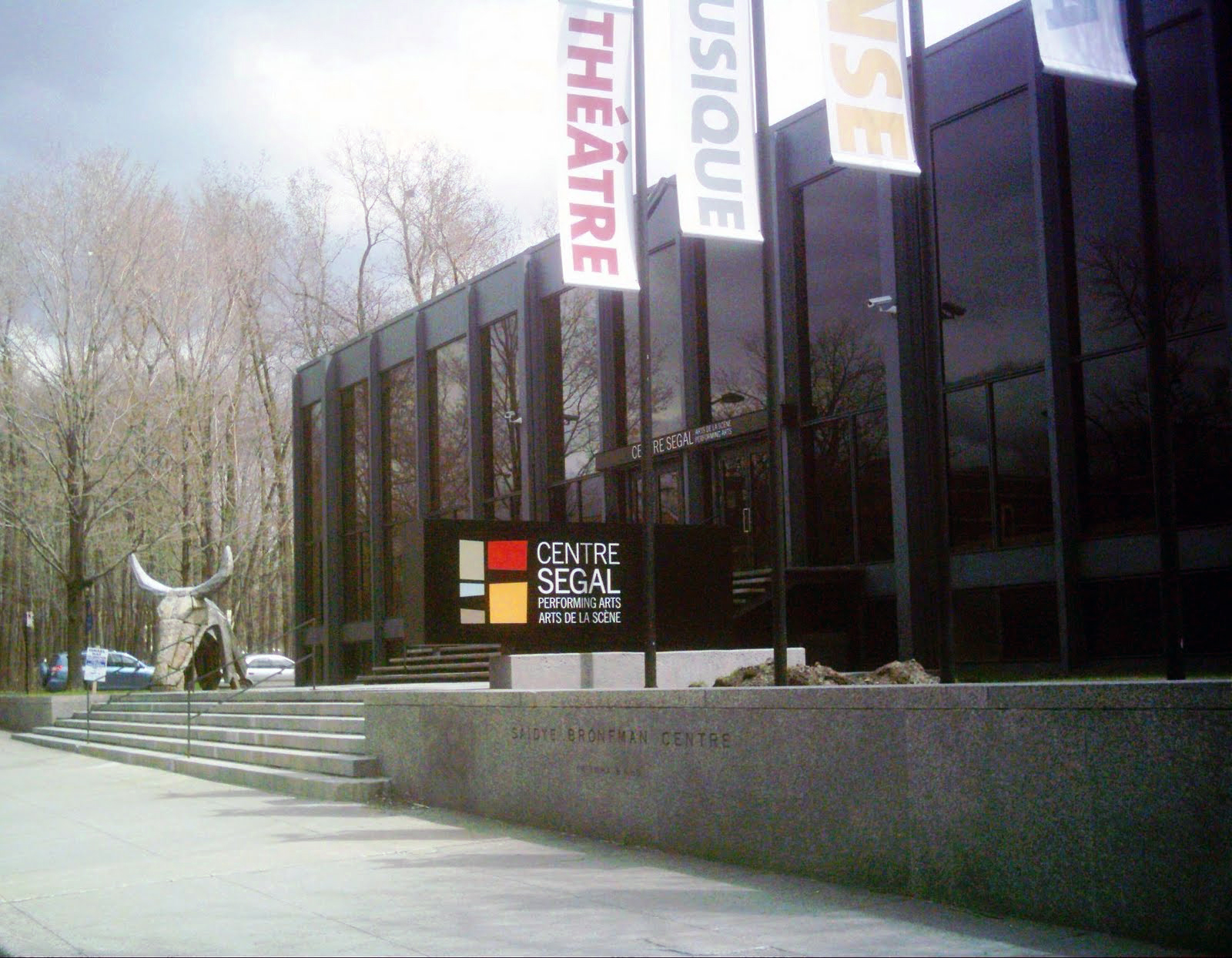
Centre Segal des arts de la scène.

Le Centaur Theatre est fondé par Maurice Podbrey en 1969. D'abord voué à la production de pièces classiques et contemporaines du répertoire international, le Centaur commence à s'intéresser davantage à la production locale à partir de la fin des années 1970. Grâce à la production de pièces telles que Balconville de David Fennario et de Mambo Italiano de Steve Gallucio, le Centaur est devenu au fil des ans le seul théâtre canadien anglophone à refléter la singularité du paysage culturel québécois. À l'occasion, le Centaur met en scène des pièces francophones traduites en anglais.
Fondé en 1970 par Clarency Bayne et Arthur Goddard, le Black Theatre Workshop est la plus ancienne compagnie de théâtre vouée à la promotion d'œuvres écrites et jouées par des artistes de la diaspora noire au Canada.

### Le théâtre de Michel Tremblay
L'œuvre du dramaturge Michel Tremblay est indissociable du théâtre des années 1960 et 1970. Ayant grandi dans un quartier populaire de Montréal dans les années 1940 et 1950, il est témoin du vent de changement apporté par les œuvres de Gratien Gélinas et de Marcel Dubé. Profitant du climat social et culturel bouillonnant de la Révolution tranquille, il repousse les limites de la dramaturgie québécoise et s'attaque aux valeurs traditionnelles. Mettant en scène des personnages de femmes au foyer et des ouvriers, les œuvres de Tremblay posent un regard critique sur la société québécoise. Surtout, elles dévoilent et dénoncent l'aliénation des Canadiens français par l'Église catholique et par l'élite anglophone et bourgeoise.

#### Le phénomèneLes Belles-Sœurs(1968)

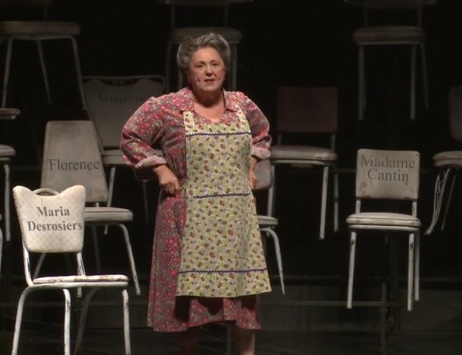
Rita Lafontaine dans la pièce Le paradis à la fin de vos jours de Michel Tremblay.

La pièce Les Belles-Sœurs, la deuxième de Tremblay, est mise en lecture publique le 4 mars 1968 au Théâtre d'Aujourd'hui avant d'être jouée au Théâtre du Rideau Vert le 28 août 1968. Combinant la tragédie ancienne et moderne avec la dramaturgie victimaire, elle est mise en scène par André Brassard et interprétée par une distribution remarquable menée par Denise Proulx, Denise Filiatrault, Rita Lafontaine, Nicole Leblanc et Luce Guilbeault.
Les Belles-Sœurs raconte l'histoire de Germaine Lauzon, une femme au foyer qui apprend avec surprise avoir gagné un million de timbres-primes qui, une fois collés dans des livrets, lui permettront de se procurer divers objets dans le catalogue de la compagnie. Terriblement fière, Germaine convie les femmes de son entourage à un party de timbres qui se solde par des aveux et des confessions, puis par le vol des timbres si convoités.
Au moment de sa production, Les Belles-Sœurs choque tant pour son traitement dur et sans complaisance du milieu ouvrier montréalais que par son utilisation décomplexée du joual et des sacres. En effet, comme l'écrit Chantal Bouchard, « ce n'est pas tant le roman que le théâtre qui va relancer, à la fin de la décennie, la question du joual en littérature ». La première représentation des Belles-Sœurs produit à cet égard « une onde de choc ».
Si d'aucuns sont indisposés par la langue des personnages de Tremblay, la majorité des spectateurs et des critiques considèrent Les Belles-Sœurs comme une révélation. Le dramaturge Jean-Claude Germain, contemporain de Tremblay, y voit même l'acte de naissance d'un nouveau théâtre québécois.
Depuis sa création, Les Belles-Sœurs a été traduite en anglais, en allemand, en italien, en polonais, en yiddish et dans une quinzaine d'autres langues. Elle a aussi été jouée dans plusieurs pays. Son succès est largement attribué à la capacité de Tremblay d'atteindre l'universel en touchant le particulier.

### Le théâtre féminin et féministe
Dès 1963, Anne Hébert aborde les thèmes de la perversion de l'idéal maternel et de la répression de la sexualité par l'Église catholique dans sa pièce Le temps sauvage. Il faut toutefois attendre les années 1970 pour que des troupes entièrement féminines voient le jour. Portées par le dynamisme et l'éclectisme de leur époque, ces dernières mettent en scène des œuvres collectives créées pour et par des femmes.

#### Le Théâtre des Cuisines
Le Théâtre des Cuisines est créé en 1973 par un collectif de femmes qui se donne pour mission de « parler avec d'autres femmes des problèmes spécifiques aux femmes ». La première pièce du Théâtre des Cuisines, Nous aurons les enfants que nous voulons, aborde le thème de l'avortement. Elle est jouée pour la première fois à l'occasion de la Journée internationale des femmes du 8 mars 1974, alors que le docteur Henry Morgentaler attend le verdict de la Cour d'appel du Québec au sujet de ses avortements « illégaux ».
Un an plus tard, toujours à l'occasion de la Journée internationale des femmes, le Théâtre des Cuisines met en scène la pièce Môman travaille pas, a trop d'ouvrage!, qui traite du travail ménager et invisible des femmes. La pièce sera publiée par les éditions du Remue-ménage.
En 1984, en réaction à la visite du pape Jean-Paul II à Montréal, le Théâtre des Cuisines propose une mise en lecture de la pièce Les fées ont soif de Denise Boucher. D'abord présentée au Théâtre du Nouveau Monde en 1978, la pièce controversée dénonce les stéréotypes de la vierge, de la mère et de la prostituée. L'année de sa création, elle avait valu au TNM de perdre ses subventions du Conseil des arts de Montréal.

##### Le Théâtre Expérimental des Femmes

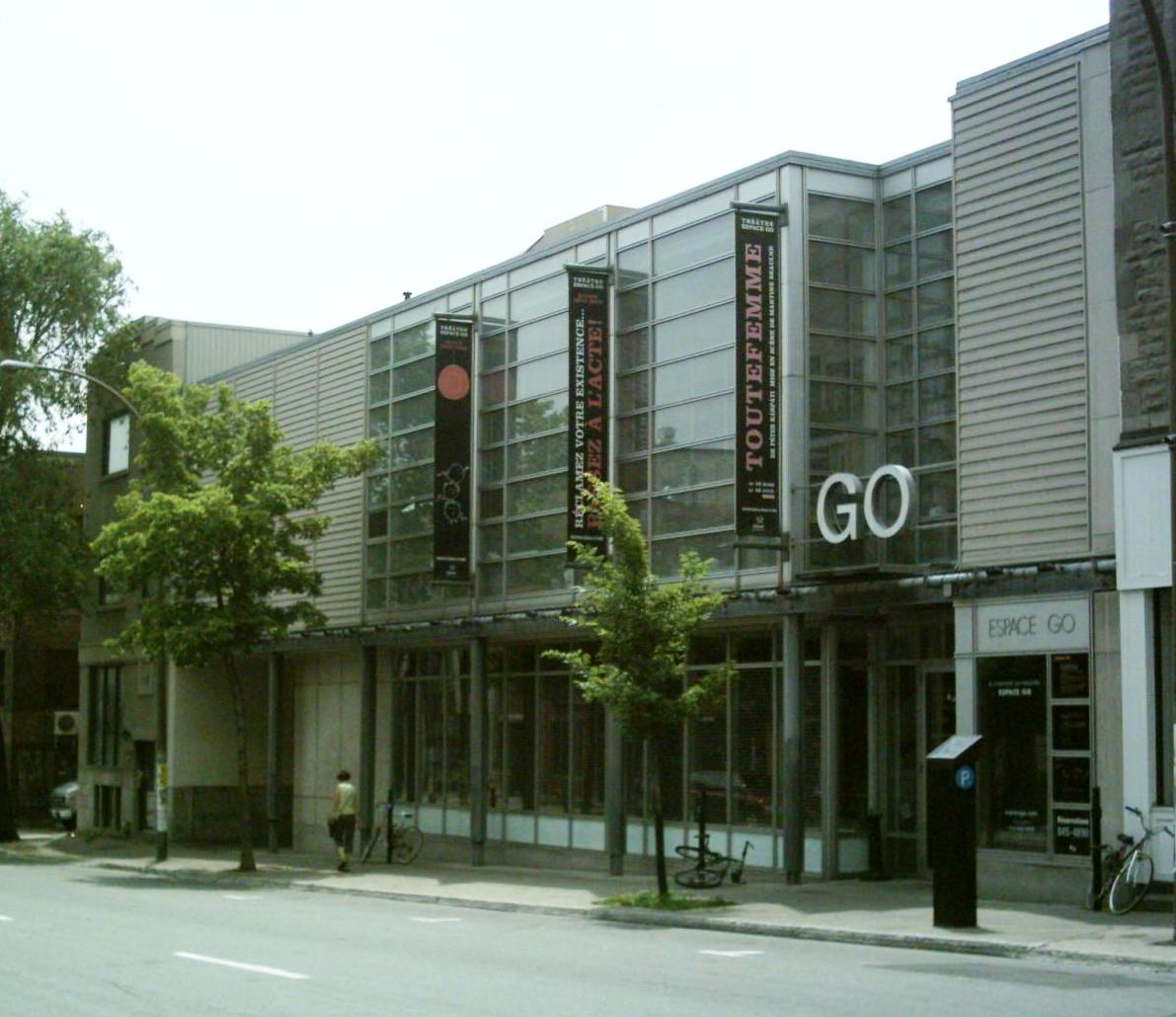
L'Espace GO du boulevard Saint-Laurent.

Né de la scission du Théâtre Expérimental de Montréal en 1979 et fondé par Pol Pelletier, le Théâtre Expérimental des Femmes quitte la Maison Beaujeu en 1983 pour jouer illicitement dans une salle du 2e étage de la rue Saint-Dominique. En 1985, le Théâtre aménage deux salles dans une ancienne manufacture de la rue Clark, puis devient le Théâtre Espace GO en 1989. La salle qui porte son nom est construite au 4890, boulevard Saint-Laurent, en 1995.

### L'essor du théâtre jeunesse
Après une première poussée pendant les années 1950 et 1960, le théâtre jeunesse prend réellement son essor dans les années 1970. En 1973, trois compagnies spécialisées voient le jour: le Théâtre de carton, le Théâtre de l'il et le Théâtre de la marmaille de Montréal. Ce théâtre, à la différence des efforts précédents, est vraiment conçu en fonction des enfants. Il ne constitue pas simplement un théâtre de pur divertissement, ou encore une version édulcorée et moralisante du théâtre pour adultes.
La Maison québécoise du théâtre pour l'enfance et la jeunesse est créée en 1984 pour encadrer le théâtre jeunesse. Elle porte aujourd'hui le nom de Maison Théâtre.

## Le théâtre québécois des années 1980 à 2000

### Distanciation des thèmes politiques
Dans les années 1980, la création théâtrale québécoise se métamorphose. Alors que le théâtre des années 1960 et surtout des années 1970 avait tendance à adopter une position décolonisatrice et nationaliste, les créations qui suivent l'échec du référendum de 1980 font place à des préoccupations plus intimistes et à des formes hybrides.

#### Le phénomèneBroue
La comédie phare des années 1980, Broue, voit le jour au Théâtre des Voyagements le 21 mars 1979. La pièce, qui porte sur l'univers des tavernes québécoises, prend la forme d'une série de neuf sketches et met en scène 21 personnages bien distincts qui sont interprétés par les acteurs Michel Côté, Marc Messier et Marcel Gauthier. Composée de textes de Claude Meunier, Jean-Pierre Plante, Francine Ruel et Louis Saïa, elle pose un regard critique sur une institution vieillissante, mais ne formule aucun commentaire politique à proprement parler.
Broue remporte un succès immédiat, qui se confirme au cours de l'année 1980. La Compagnie Jean-Duceppe offre alors de produire la pièce au Théâtre Port-Royal de la Place des Arts de Montréal, puis de financer une tournée à travers le Québec. La pièce est si bien accueillie par le public qu'une nouvelle tournée est organisée en 1981. Entre mars 1979 et décembre 1980 seulement, Broue est jouée 250 fois devant environ 70 000 spectateurs. Au moment de la dernière représentation de la distribution originale, le 22 avril 2017, Broue aura été jouée 3322 fois devant 3 394 195 spectateurs.

#### L'éclatement des formes dramaturgiques

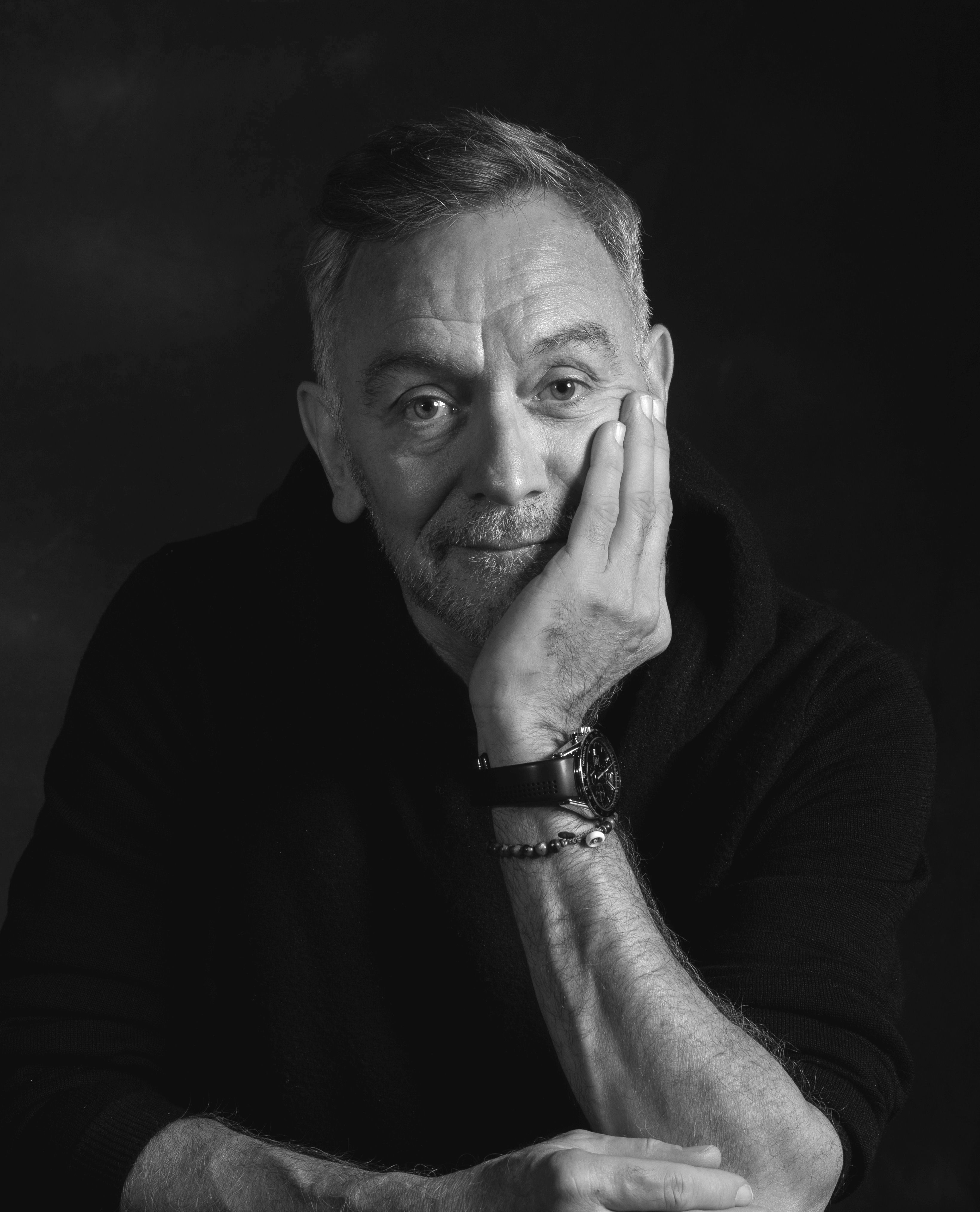
Michel Marc Bouchard est l'un des dramaturges phares des décennies 1980 et 1990.

À l'autre extrême se trouvent des pièces dramatiques comme Vie et mort du roi boiteux (1981) de Jean-Pierre Ronfard, Ne blâmez jamais les Bédouins (1984) de René-Daniel Dubois, et des Muses orphelines (1988) de Michel Marc Bouchard.
Selon Gilbert David, ces pièces, comme d'autres, représentent une « mutation postmoderne » du théâtre québécois, à la fois par leur suspicion à l'endroit des idéologies politiques et par leur « désinvolture ironique » face aux conventions du théâtre.
Depuis les années 1980, un véritable fossé se creuse ainsi entre la majorité des auteurs qui privilégient le premier degré et la minorité qui adopte une posture critique et souvent déstabilisante. La tendance à l'hétérogénéité se perpétue dans les années 1990; des pièces comme Les quatre morts de Marie de Carole Fréchette, The Dragonfly of Chicoutimi de Larry Tremblay et Littoral de Wajdi Mouawad témoignent de l'éclatement des formes dramaturgiques.

### Nouvelles formes artistiques
Dans les années 1980 à 2000, de nouvelles formes artistiques exercent une influence sur l'activité théâtrale québécoise. Dans certains cas, ces formes artistiques peuvent aussi entrer en concurrence avec le théâtre.

#### La Ligue nationale d'improvisation
La Ligue nationale d'improvisation (LNI) est fondée en 1977 par Robert Gravel et Yvon Leduc. Gravel avait préalablement cofondé le Nouveau Théâtre Expérimental (NTE) et le Théâtre Expérimental de Montréal (TEM).
Le théâtre improvisé de la LNI, qui emprunte certains codes au monde du hockey, obtient un succès retentissant dans les années 1980. En 1982, la finale de la 6e saison de la LNI est même diffusée en direct sur les ondes de Radio-Canada. L'événement annonce une expansion phénoménale de l'improvisation partout au Québec et même au-delà; la LNI québécoise inspire bientôt la création de ligues d'improvisation en France, en Belgique et en Suisse.

#### L'industrie de l'humour
Au cours des années 1980, l'industrie de l'humour prend une place de plus en plus importante dans l'écosystème culturel québécois. Si l'humour peut parfois bonifier l'activité théâtrale, les spectacles peuvent aussi entrer en compétition avec le théâtre quand vient le temps d'attirer l'attention du public. De nos jours, environ 80% des spectacles culturels au Québec appartiennent au domaine de l'humour.
Après les grands succès remportés par Clémence DesRochers, Les Cyniques et Yvon Deschamps sur les scènes des années 1960 et 1970, l'industrie de l'humour se renouvelle dans les années 1980. À partir de 1982, l'émission Les Lundis des ha! ha!, créée et animée par Claude Meunier et Serge Thériault, permet à de nombreux jeunes humoristes de se faire connaître du grand public.
En 1983, le festival Juste pour rire, consacré à l'humour sous toutes ses formes, est fondé. Au fil des ans, Juste pour rire et son pendant anglophone, Just For Laughs, deviennent des joueurs importants de l'industrie de l'humour, finançant à la fois les galas et les tournées d'humoristes de plus en plus nombreux.
En 1988, l'École nationale de l'humour ouvre ses portes; cette école vise à aider les jeunes humoristes les plus prometteurs à améliorer leur écriture et leur présence scénique.

### La scène théâtrale de Québec
Si la scène théâtrale de la ville de Québec souffre longtemps du conservatisme des élites civiles et religieuses, elle devient plus foisonnante et dynamique que jamais au lendemain de la Révolution tranquille. Grâce aux efforts répétés de jeunes acteurs et metteurs en scène, les années 1970 et 1980 voient ainsi la fondation de théâtre institutionnalisés, de théâtres amateurs et de théâtres d'expérimentation.

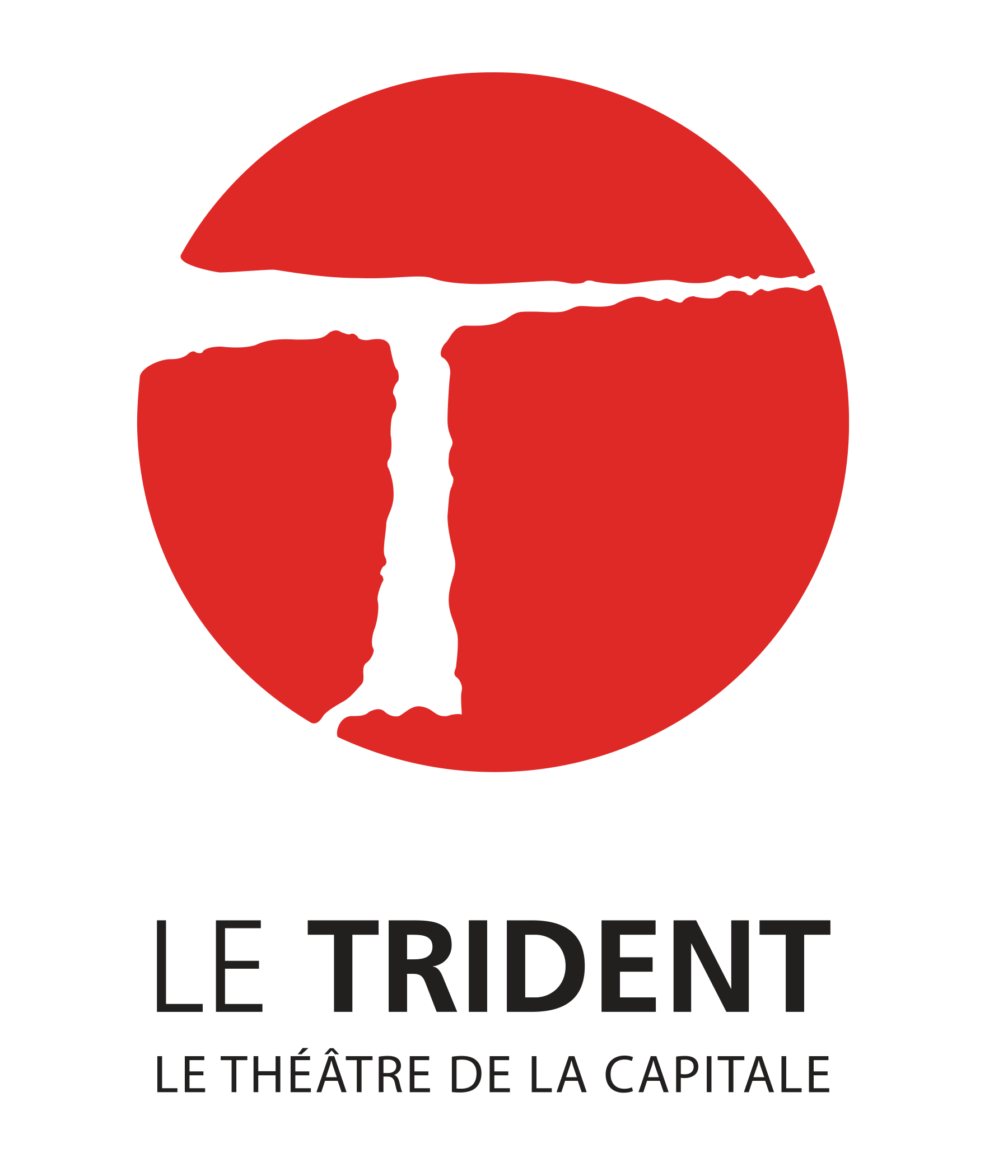
Logo du Théâtre du Trident

En 1966, le ministre des Affaires culturelles Jean-Noël Tremblay met sur pied le projet qui deviendra l'année suivante le Grand Théâtre de Québec. Le nouvel établissement, inauguré en décembre 1970, vise à favoriser le développement des arts de la scène en donnant aux troupes de théâtre professionnelles un lieu de création moderne. Plusieurs de ces troupes résistent d'abord à l'initiative gouvernementale. Lorsque le Théâtre pour Enfants de Québec, le Théâtre du Vieux-Québec et le Théâtre de l'Estoc sont contraints de fermer leurs portes en 1968, ils acceptent toutefois l'invitation du ministère des Affaires culturelles et forment le Théâtre du Trident. Ce dernier se produit pour la première fois sur la scène Octave-Crémazie du Grand Théâtre de Québec le 21 janvier 1971. Après une première saison plus que convaincante, le Trident se constitue rapidement un auditoire fidèle dans les années 1970. Au fil des ans, le Théâtre multiplie les collaborations avec des institutions culturelles de premier plan telles que le Centre national des Arts, la Compagnie Jean-Duceppe, le Théâtre du Nouveau Monde et le Théâtre Repère, par exemple.
Le Théâtre de la Bordée est fondé en 1976 par de jeunes acteurs et actrices tout juste sortis du Conservatoire d'art dramatique de Québec: Claude Binet, Jean-Jacqui Boutet, Johanne Émond, Jacques Girard, Ginette Guay, Gaston Hubert et Pierrette Robitaille. Désireux de combler le vide qu'ils observent dans la scène théâtrale québécoise, ces jeunes artistes réussissent rapidement à se tailler une place enviable dans le milieu culturel de la capitale. Ils montent d'abord la pièce absurde The Line, d'Israel Horowitz, avant de multiplier les créations collectives comiques et dramatiques (Un coeur de pierre trop poilu, Les Vols-o-vent, Publicité Money Funny, etc.). Le Théâtre de la Bordée se dote d'une nouvelle salle de théâtre au cœur du quartier Saint-Roch en 2002. À ce jour, la Bordée est le seul producteur de théâtre qui est aussi propriétaire de son lieu de création et de diffusion à Québec.
Le Théâtre Périscope voit le jour sur le site d'une ancienne synagogue en 1985. D'abord nommé l'« Implanthéâtre », le Périscope est le fruit des efforts conjugués de quatre compagnies de Québec spécialisées en théâtre de création: le Théâtre du Gros Mécano, le Théâtre de la Commune, le Théâtre du Vieux Québec et le Théâtre Repère. Des textes d'auteurs comme André Morency, François Létourneau, Michel Marc Bouchard et Patrice Desbiens ont été joués sur la scène du Périscope.
Deux théâtres d'été ont eu beaucoup de succès et plusieurs années de vie très actives dans la ville et la région de Québec. Fondé en 1958 par Georges Delisle, le théâtre de la Fenière a été construit dans une grange et détruit par un incendie en 2012. Situé à l'Ancienne Lorette, de nombreuses pièces de théâtre y ont été produites durant la saison estivale de ses 54 années de vie. En 1987, Maryelle Kirouac et Yvon Sanche entrent en possession de celui-ci et remplace son ancien propriétaire à la direction du premier théâtre d'été au Québec,,.
Fondé par Jean-Marie Lemieux, Rachel Lortie, Serge Viau, Hélène Plourde, Claude Pichette et Gilles Lachance en 1977, le Théâtre du Bois de Coulonge situé dans le parc du Bois de Coulonge à l'ouest des Plaines D'Abraham a produit de nombreuses pèces de 1977 à 1995 ,.
Le Théâtre Diamant, situé au cœur de la ville de Québec, est inauguré le 30 août 2019. Inspiré par l'œuvre et la vision de son fondateur Robert Lepage, le Diamant propose un espace architectural unique. Il a pour mission de transformer l'expérience des arts vivants des spectateurs de théâtre en leur faisant découvrir la théâtralité sous toutes ses formes.
La scène théâtrale de Québec est toujours foisonnante de nos jour. Elle jouit à cet égard de l'apport de ses grandes institutions théâtrales, mais aussi du dynamisme d'artistes polyvalents tels que Steve Gagnon et Véronique Côté. La scène théâtrale de la capitale jouit de plus d'initiatives novatrices comme le spectacle déambulatoire Où tu vas quand tu dors en marchant...? Réalisé dans le cadre du Carrefour international de théâtre, le parcours théâtral voit d'abord le jour en 2009-2010. Il est ensuite repris à plusieurs reprises. Le spectacle soigneusement ficelé combine le théâtre, le cirque, la musique, les arts visuels et l'architecture.

### Le phénomène Robert Lepage
L'acteur, auteur, metteur en scène et cinéaste Robert Lepage est l'un des artistes québécois les plus marquants de la scène théâtrale contemporaine. Son œuvre se distingue par son audace et par son approche multidisciplinaire des métiers de scénariste et de metteur en scène. Selon Leonard Doucette, Lepage « exerce déjà à l'échelle mondiale une influence sur le langage théâtral ». 

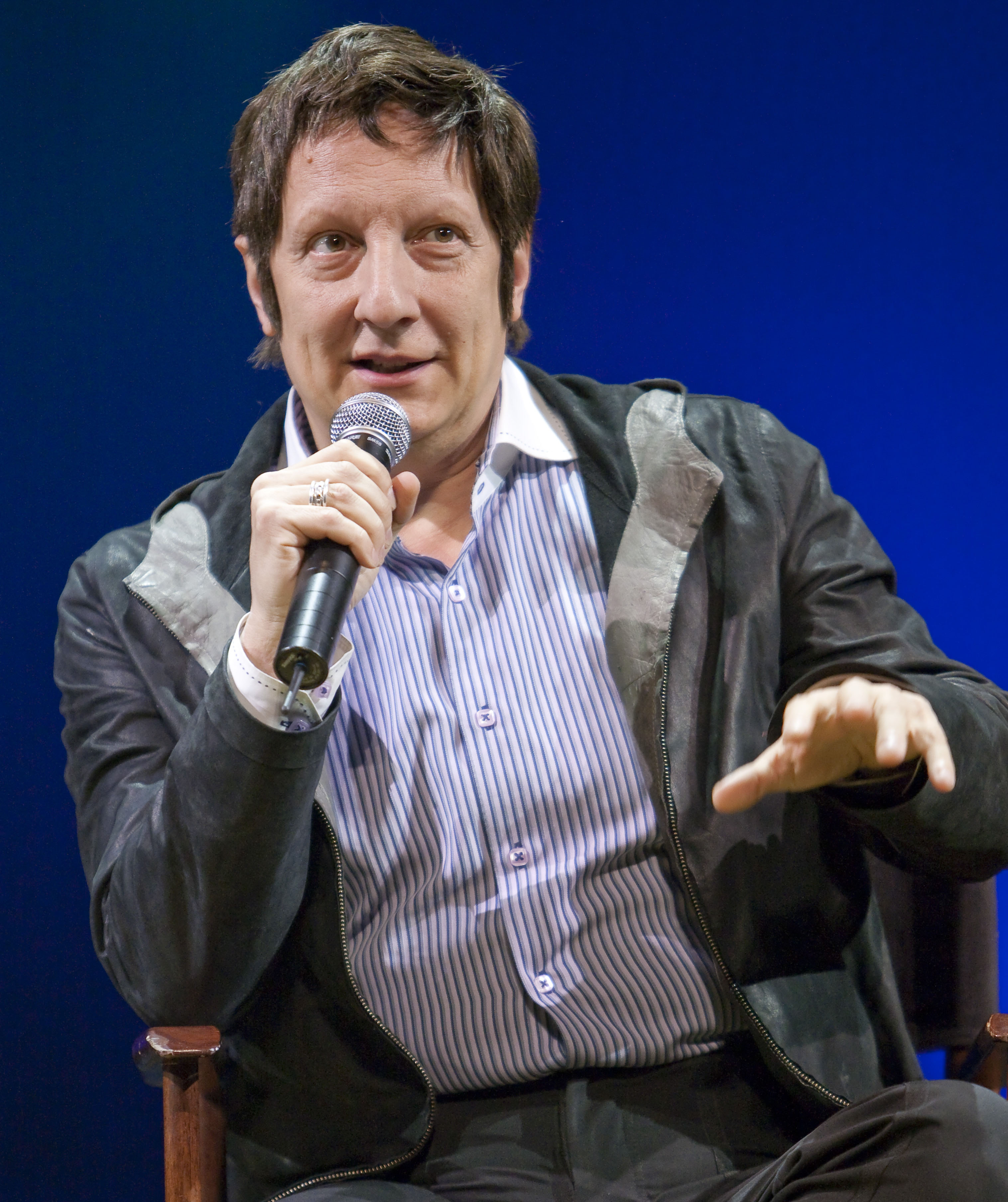
Robert Lepage

En 1975, Robert Lepage entre au Conservatoire d'art dramatique de Québec. Cinq ans plus tard, à la suite d'un stage à Paris, il joint les rangs du Théâtre Repère. À la même époque, il fait également un passage remarqué dans la Ligue nationale d'improvisation.
Comme auteur, Lepage est particulièrement prolifique dans les années 1980 : il crée tour à tour les pièces Circulations (1984), La Trilogie des dragons (1985), Vinci (1986), Le Polygraphe (1987) et Les Plaques tectoniques (1988).
Entre 1989 et 1993, Lepage agit comme directeur artistique du Théâtre français du Centre national des Arts d'Ottawa. Dans les mêmes années, il crée le spectacle Les Aiguilles et l'Opium (1991) ainsi que des adaptations des pièces de Shakespeare Coriolan, Macbeth, La Tempête et Le Songe d'une nuit d'été. Cette dernière est même présentée au Royal National Theatre de Londres.
En 1993, au terme de son mandat comme directeur artistique au CNA, Lepage met en scène les opéras Le Château de Barbe Bleue et Erwartung. Il retouchera par la suite au théâtre lyrique vers la fin des années 1990, notamment en assurant la mise en scène de La Damnation de Faust au Japon, en France et à New York.
En 1994, Lepage fonde la compagnie de création multidisciplinaire Ex Machina. Trois ans plus tard, en 1997, il crée le centre de production pluridisciplinaire La Caserne. Au sein de ces espaces de création, Lepage et ses équipes créent des œuvres phares telles que Les Sept Branches de la rivière Ôta (1994), La Face cachée de la Lune (2000) et Le Projet Andersen (2005).
Depuis les années 2000, Robert Lepage est toujours très actif dans le milieu du théâtre et du cinéma, que ce soit comme scénariste, comme acteur ou comme metteur en scène.

## Le théâtre québécois aujourd'hui: de nouveaux horizons

### Le théâtre documentaire
Le théâtre documentaire est un genre théâtral qui met en scène des événements réels qui peuvent être d'ordre politique, social, économique ou culturel, et qui peuvent être historiques ou contemporains. Le genre du théâtre documentaire aurait vu le jour en Allemagne vers la fin des années 1920. Il se serait par la suite répandu au reste du monde, atteignant le Canada dans les années 1970.
Au Québec, le genre du théâtre documentaire s'est vraiment développé au XXIe siècle. Grâce au succès des pièces Fredy (2009) et J'aime Hydro (2016), notamment, le théâtre documentaire jouit aujourd'hui d'une immense popularité. Selon le spécialiste Hervé Guay, une pièce sur quatre produite au Québec appartiendrait à ce genre. Depuis 2000, la compagnie Porte-Parole se spécialise dans la production de pièces de théâtre documentaire qui « invitent un large public à une réflexion critique à propos d'enjeux sociaux actuels ».

### Le rayonnement du théâtre québécois dans le monde
Le théâtre québécois est aujourd'hui joué sur toutes les scènes du monde. Selon Gilbert David, il est une « éclatante illustration de la vigueur des petites cultures, dont l'inventivité n'a d'égal que leur intranquilité ».